# Международное общество сознания Кришны в России
Международное общество сознания Кришны (ИСККОН) является наиболее крупной индуистской религиозной организацией в России.
История ИСККОН в России началась в 1971 году с пятидневного визита в Москву основателя организации Бхактиведанты Свами Прабхупады (1896—1977). Прабхупада тайно встретился с советским индологом Г. Г. Котовским (1923—2001) и молодым москвичом Анатолием Пиняевым (1948—2013), ставшим первым последователем Кришны в СССР. После отъезда Прабхупады Пиняев активно занялся миссионерской работой и привлёк в ряды ИСККОН первых новообращённых, среди которых преобладали представители интеллигенции. В конце 1970-х годов деятельность кришнаитов привлекла внимание КГБ. В 1980 году председатель КГБ Юрий Андропов направил в Президиум ЦК КПСС секретную докладную записку, в которой охарактеризовал ИСККОН как «самую радикальную» из всех мистических восточных групп на Западе и утверждал, что ИСККОН «стремится путём отрицания коммунистической идеологии и социалистического государства, борьбы с ними, увести своих приверженцев от участия в общественно-политической и трудовой деятельности в сторону мистики». Вскоре после этого ИСККОН был объявлен инспирируемой спецслужбами США «антикоммунистической сектой», осуществляющей «идеологическую диверсию» против СССР. Началась кампания репрессий против советских кришнаитов, жертвами которой стали около 60 советских последователей ИСККОН; несколько из них умерли в лагерях и психиатрических больницах. В 1988 году, после прихода перестройки, ИСККОН был зарегистрирован Советом по делам религий как религиозная организация, став первой «новой» религиозной конфессией, легализованной за всё время советской власти.
После того, как кришнаиты вышли из подполья и получили возможность действовать легально, наступил «период активной проповеди и массового притока верующих». В 1992 году ИСККОН получил официальную регистрацию в Российской Федерации как «Центр обществ сознания Кришны в России». ИСККОН быстро развивался, в основном благодаря активной деятельности кришнаитов по распространению духовной литературы. К 1996 году, когда отмечалось 100-летие Прабхупады, в России было распространено около 10 млн экземпляров кришнаитских книг. В 1998—2001 годах российский ИСККОН пережил кризисный период, спровоцированный уходом с руководящих постов Харикеши Свами — гуру, имевшего много учеников в России. Современный период (с 2001 года по настоящее время) ознаменовался укреплением ИСККОН в России как единой организации, систематическим образованием последователей, выбором новых форм проповеди, активизацией социального служения. Центральными событиями этого периода стали конфликт в связи со строительством в Москве храма Кришны и судебный процесс над базовым священным текстом кришнаитов «Бхагавад-гита как она есть».
В 2011 году, по случаю 40-летия ИСККОН в России, президент Индии Пратибха Патил направила российским кришнаитам послание, в котором, в частности, отмечалось, что «на протяжении нескольких последних десятилетий Международное общество сознания Кришны играет важную роль в популяризации благородного и вечного послания Шримад Бхагавад-гиты и содействует установлению духовной гармонии во многих странах мира».

## История Международного общества сознания Кришны в СССР и России

### Периодизация истории ИСККОН в СССР и России
В 2004 году религиовед Светлана Дударёнок выделила в истории ИСККОН в СССР и России 3 основных периода: начальный период становления российского вайшнавизма — 1971—1981 годы; период репрессий в 1981—1988 годах и третий, новейший период — с 1988 года по настоящее время. Более детальную периодизацию предложил в 2012 году религиовед Сергей Иваненко, выделивший пять основных периодов развития ИСККОН в СССР и России. По его мнению, в каждый из этих периодов ИСККОН преодолевал те или иные черты, присущие новым религиозным движениям. В первый период (1971—1988) кришнаиты действовали в подполье в условиях репрессий со стороны советского режима. Иваненко условно называет его «романтическим периодом» и подразделяет на три этапа: первый, начальный этап, связанный с визитом Прабхупады в СССР и появлением первых советских кришнаитов (1971); второй этап проповеди и распространения ИСККОН в СССР (1972—1980); и третий этап репрессий и проповеди в условиях гонений (1980—1988). Второй период (1988—1998) ознаменовался стремительным развитием ИСККОН, активной проповедью и массовым притоком верующих. Третий период (1998—2001) «проверки на духовную зрелость», организационного кризиса и замедления развития ИСККОН. Четвёртый период (2001—2005), «посткризисный и трансформационный период», ознаменовался сменой акцентов в развитии ИСККОН в России: взятием курса на формирование и развитие кришнаитских общин; систематическое образование последователей ИСККОН; формирование группы лидеров, принявших ответственность за планомерное систематическое развитие ИСККОН в России. Пятый, современный период (2006—2012), ознаменовался укреплением ИСККОН в России как единой организации, задействованием новых форм проповеди, активизацией социального служения.

### Факторы, способствовавшие успешному распространению «сознания Кришны» в СССР
Исследовательница религии в странах социалистического лагеря Оксана Антич отмечает, что среди культов, проникших в СССР через Запад, движение кришнаитов занимало «очень особое и наиболее заметное место». ИСККОН нашёл в СССР благоприятную почву, привлекая в свои ряды преимущественно молодых и образованных представителей интеллигенции, интересовавшихся йогой, медитацией и другими элементами восточной культуры. Существовавший среди советского населения интерес к этим темам стал одним из основных факторов успеха миссионерской деятельности кришнаитов. В 1983 году Сергей Шмеман на страницах The New York Times сравнил советских кришнаитов с ранними христианами, отметив, что «движение кришнаитов пустило корни среди представителей советского эквивалента западного среднего класса — образованной, городской, привилегированной молодёжи — в то время как ранние христиане традиционно находили себе последователей среди малограмотного деревенского населения». Сами кришнаиты также свидетельствуют, что их проповедь легко находила отклик у советской студенческой молодёжи и интеллигенции, что им не составляло большого труда найти людей, проявлявших интерес к вайшнавизму. В этой связи британский политолог Джон Андерсон отмечал в 1986 году, что «одним из наиболее недавних проявлений возрождения интереса советской молодёжи к религии стало распространение восточных религий и связанных с ними практик, таких как йога» и утверждал, что «возможно, наибольшим влиянием» среди восточных учений в СССР обладает кришнаизм.
Религиовед Сергей Иваненко выделяет несколько факторов, способствовавших успеху проповеди кришнаитов в СССР: кризис коммунистической идеологии, «утратившей способность давать убедительные ответы на насущные духовные и интеллектуальные запросы советских людей»; нараставшие среди творческой интеллигенции и молодёжи «духовно-нравственные и религиозно-философские поиски» и потребность в новой системе ценностей; неспособность Русской православной церкви и других легально существовавших в СССР религиозных организаций заполнить образовавшийся «духовный вакуум» и в то же время способность ИСККОН предложить «целостное мировоззрение, сочетающееся с высоконравственным образом жизни, практикой религиозного аскетизма и преданного служения Богу».

### Появление и распространение ИСККОН на территории СССР (1971—1980)
Религиовед Сергей Иваненко считает возникновение и развитие ИСККОН в бывшем СССР в 1970—1980-х годах «продолжением истории взаимоотношений России и Индии в прошлые века». По его мнению, появление в СССР кришнаитов ознаменовало начало нового этапа «развития взаимосвязей духовных культур двух стран». Также как и для Запада, для России вайшнавизм оказался новым явлением. Однако, в отличие от своих западных единоверцев, советские кришнаиты не имели возможности регулярно общаться с Прабхупадой и другими своими духовными наставниками. Как отмечает Светлана Дударёнок, ввиду отсутствия формальных лидеров, советский ИСККОН с момента своего зарождения придерживался естественного принципа коллегиальности и плюрализма, к которому «западные общины, привыкшие во всём полагаться на личное руководство Шрилы Прабхупады, пришли после долгого и непростого поиска». Оказавшись защищённым от посторонних влияний, ИСККОН в СССР сформировался как «уникальная автономная организация, во многом отличная от сложившихся на Западе» и избежал проблем и ошибок, с которыми пришлось столкнуться в 1980-е годы кришнаитам на Западе. Как отмечает Ольга Жуковец, кришнаиты и другие участники советского «альтернативного религиозного подполья» практически ничего не знали о кипевшей в 1970-е — 1980-е годы на Западе полемике вокруг ИСККОН и других НРД; до них не доходили новости о «скандалах и судебных разбирательствах, связанных с деятельностью западных НРД». К тому же, советские последователи ИСККОН и других нетрадиционных религиозных организаций, как правило, не допускали каких-либо злоупотреблений в своих рядах.

#### Визит Бхактиведанты Свами Прабхупады в СССР (1971)
Начало истории ИСККОН в СССР положил визит Бхактиведанты Свами Прабхупады в Москву, состоявшийся в период с 20 по 25 июня 1971 года. Как гуру кришнаитов приехал в СССР доподлинно неизвестно. Возможно, что визит состоялся по приглашению Посольства Индии в Москве.
Прабхупада прилетел в Москву из Индии в сопровождении двух своих учеников (Шьямасундары и Аравинды) и остановился в гостинице «Националь». Бо́льшую часть времени Прабхупада оставался в своём номере, занимаясь переводом на английский «Бхагавата-пураны», повторением мантры «Харе Кришна» на чётках и диктовкой писем. По утрам он совершал прогулки по центру Москвы. Увидев однажды очередь, выстроившуюся к Мавзолею Ленина, Прабхупада сказал одному из своих учеников: «Ты только посмотри, вот их Бог. Люди не понимают разницы между телом и душой и принимают тело за саму личность».
За 5 дней пребывания в Москве Прабхупаде удалось лично пообщаться лишь с двумя советскими гражданами: заведующим отдела Индии и Южной Азии Института востоковедения АН СССР Григорием Григорьевичем Котовским (сыном героя Гражданской войны Григория Ивановича Котовского) и 23-летним москвичом Анатолием Пиняевым. Котовский встретился с Прабхупадой по просьбе сотрудника Посольства Индии в Москве. Впоследствии советский индолог вспоминал:
Меня охватили самые противоречивые чувства. С одной стороны, несанкционированная властями встреча с Шрилой Прабхупадой грозила мне многими неприятностями, вплоть до снятия с занимаемых постов и другими санкциями, включая запрет на поездки за границу. С другой стороны, я не мог отказать во встрече человеку, который проделал столь далёкий путь, чтобы в частности встретиться со мной. И я решил рискнуть — встретиться с Шрилой Прабхупадой втайне и от своих коллег, и от руководства Института востоковедения.
22 июня Котовский принял Прабхупаду и его учеников у себя в кабинете, располагавшемся в здании Института востоковедения в Армянском переулке. В продолжавшейся около часа беседе (которую, без ведома Котовского, Шьямасундара записал на диктофон), Прабхупада рассказал учёному-атеисту о ценности вайшнавского вероучения для советских людей и отметил, что в священных текстах индуизма «Бхагавад-гите» и «Бхагавата-пуране» «содержатся идеи, перекликающиеся с социалистическими и коммунистическими идеалами». Как впоследствии вспоминал Котовский, его беседа с Прабхупадой «была довольно длительной и весьма интересной и охватывала широкий круг религиозно-философских и историко-культурных проблем». Котовский высоко оценил Прабхупаду как «блестящего знатока многих древнеиндийских текстов, в особенности „Бхагавад-гиты“ и „Бхагавата-пураны“, свободно цитировавшего из них по памяти и в совершенстве владевшего санскритом».
Анатолия Пиняева, которому суждено было стать первым советским кришнаитом, на встречу с Прабхупадой привёл его знакомый Нараяна — сын индийского дипломата, устроившего приезд Прабхупады в Москву. Пиняев проявил огромный интерес к гаудия-вайшнавизму, в связи с чем Прабхупада впоследствии привёл цветистое восточное сравнение: подобно повару, который по одному зёрнышку риса определяет готовность целого блюда, так и по тому, с каким энтузиазмом Пиняев принял сознание Кришны, он, Прабхупада, понял, что «к тому же готовы и миллионы других русских». Прабхупада нашёл в СССР благодатную почву для проповеди гаудия-вайшнавизма. Он пришёл к выводу, что русские были восприимчивы к вайшнавским идеям и, в отличие от западных людей, не были «испорчены чувственными удовольствиями».

#### Развитие ИСККОН в СССР до начала репрессий (1972—1980)
Анатолий Пиняев «оправдал надежды учителя», став верным приверженцем ИСККОН и его активным пропагандистом. В последовавшие за отъездом Прабхупады 10 лет он много разъезжал по территории СССР, распространяя вайшнавское вероучение. В 1973 году Пиняев заочно получил от Прабхупады духовное посвящение и имя на санскрите «Ананта Шанти Дас». По словам православного миссионера Олега Стеняева, лично знавшего Пиняева, это был «образованный и начитанный» юноша, владевший иностранными языками и обладавший «поразительной энергией», которую он всецело направил на миссионерскую деятельность. Как свидетельствует Стеняев, Пиняев проповедовал в вузах, в библиотеках и в других общественных заведениях, рассказывал о Кришне монахам в православных монастырях и даже распространял «Бхагавад-гиту как она есть» воспитанникам Московской духовной семинарии.
Проповедь Пиняева имела успех, в особенности среди людей, интересовавшихся индийской культурой, религией и философией. Выходцами именно из этой среды были первые советские кришнаиты, обращённые в новую веру благодаря усилиям Пиняева. Кришнаитские общины в те годы возникали на основе секций йоги, групп здоровья и даже кружков по изучению биополей. Постепенно среди советских последователей Кришны выделилось несколько искусных проповедников, с увлечением занимавшихся миссионерской работой. Они духовно окормляли кришнаитские группы внутри страны и поддерживали связи с зарубежными единоверцами. К 1980 году по необъятным просторам Советского Союза разъезжало уже несколько кришнаитских проповеднических групп. Они устраивали религиозные собрания, на которых давали лекции по священным вайшнавским текстам, воспевали мантры, готовили освящённую вегетарианскую пищу (прасад), показывали фильмы и слайды об Индии и гаудия-вайшнавизме. Как позднее вспоминал один из очевидцев событий тех лет, для участия в своих программах кришнаиты приглашали «всех подряд», часто просто случайных людей с улицы. Собрания проводились как на частных квартирах, так и, для привлечения более широкой аудитории, в помещениях различных общественных организаций. По данным КГБ, к 1980 году такие массовые проповеднические программы (с участием до 100 человек) были проведены в Москве, Киеве, Вильнюсе и Риге. Согласно Сергею Иваненко, к 1980 году сплочённые группы кришнаитов сложились в Москве, Риге, Таллине и Каунасе, а неорганизованные группы — в Ленинграде, Красноярске, Свердловске и некоторых других городах. В 1979 году кришнаиты появились в Украинской ССР, где одним из первых проповедников стал уроженец Днепропетровска Валентин Ярощук.
В 1970-е годы советских кришнаитов регулярно навещали западные единоверцы, приезжавшие в СССР под видом туристов. Они привозили с собой кришнаитскую литературу, фильмы, диапозитивы, ритуальную одежду (дхоти, курты и сари), обучали советских последователей Кришны азам миссионерской деятельности. В те годы миссионерством за «железным занавесом» занималось несколько учеников Прабхупады, в том числе американец итальянского происхождения Харикеша Свами (Роберт Кампаньола), которому суждено было сыграть центральную роль в становлении ИСККОН в СССР. В 1976 году Прабхупада назначил Харикешу членом Руководящего совета ИСККОН, поручив ему курировать проповедническую деятельность в СССР и других странах Восточной Европы. После смерти Прабхупады в 1977 году, Харикеша стал одним из его 11 духовных преемников. Гуру-преемники разделили весь мир на «зоны влияния», в каждой из которых один из них получил эксклюзивное право принимать новых учеников. Часть Европы, включая СССР, отошла в зону влияния Харикеши, который в конце 1970-х годов несколько раз приезжал в Советский Союз. Во время миссионерских визитов Харикеши за «железный занавес», его, как правило, сопровождали другие кришнаиты, в частности американец польского происхождения Киртираджа (Дэвид Якупко), который в 1979 году был назначен региональным секретарём (вице-президентом) ИСККОН в СССР. Советские кришнаиты организовывали религиозные собрания с участием «западных эмиссаров», на которых Харикеша давал лекции, проводил киртаны и церемонии инициации новых учеников. КГБ знало о деятельности кришнаитов, но до поры до времени не трогало их, возможно из-за того, что движение кришнаитов в СССР было крайне малочисленным.
Мощный толчок распространению кришнаизма в СССР дала 2-я Московская международная книжная выставка-ярмарка 1979 года, на которой имелся стенд кришнаитского издательства «Бхактиведанта Бук Траст». В роли официального переводчика «Бхактиведанта Бук Траст» на ярмарке выступил Анатолий Пиняев. Стенд кришнаитов вызвал огромный интерес публики и позволил тысячам советских людей ознакомиться с кришнаитской литературой.

### Борьба советского режима с «древнеиндийской антисоветчиной» (1980—1988)
До конца 1980-х годов ИСККОН в СССР развивался в условиях подполья, а с начала 1980-х годов — также и в условиях гонений со стороны КГБ и государства. Появление независимого движения кришнаитов, без одобрения сверху, не могло не привлечь внимание советских властей. Вайшнавизм не имел исторических корней на территории СССР и не мог быть отождествлён ни с одним из известных в стране религиозных течений, что вызвало со стороны органов власти насторожённость по отношению к кришнаитам и попытку пресечь их деятельность. Советский режим воспринял кришнаитов как своих идеологических противников. Для КПСС и КГБ, ИСККОН и другие новые религиозные движения были «идеологической диверсией мирового империализма и западных спецслужб».
Массовые репрессии начались в 1982 году и продолжались до 1987 года. В этот период преследования кришнаитов было «чуть ли не обычным явлением» — из разных уголков СССР регулярно поступали сообщения об арестах и судах. Пик репрессий пришёлся на 1984—1986 годы — период, в который, по данным Джона Андерсона, советские власти отправили в лагеря и психбольницы 49 кришнаитов. Судебные процессы над кришнаитами прошли в ряде республик СССР и получили освещение в главных республиканских изданиях. Дела кришнаитов раздувались органами госбезопасности до «жутких размеров». Предъявляемые кришнаитам обвинения в основном сводились к причинению вреда здоровью граждан под видом соблюдения религиозных обрядов. Под причинением вреда здоровью граждан подразумевалось побуждение их к вегетарианству и пению мантр.
Большинство кришнаитов были осуждены по части 1 ст. 227 УК РСФСР — «Организация или руководство группой, деятельность которой, проводимая под видом проповедования религиозных вероучений и исполнения религиозных обрядов, сопряжена с причинением вреда здоровью граждан или с иными посягательствами на личность или права граждан, либо с побуждением граждан к отказу от общественной деятельности или исполнения религиозных гражданских обязанностей, а равно с вовлечением в эту группу несовершеннолетних». Некоторых судили по ч. 2 той же статьи — «Активное участие в деятельности группы, указанной в части первой настоящей статьи, а равно систематическая пропаганда, направленная к совершению указанных в ней деяний». Часть 1 названной статьи предусматривала наказание в виде «лишения свободы на срок до пяти лет, или ссылкой на тот же срок с конфискацией имущества, или без таковой», часть 2-я — «лишение свободы до трёх лет, или ссылкой на тот же срок, или исправительными работами на срок до одного года». Также были случаи, когда кришнаитов привлекали к ответственности по статьям 198-й и 209-й УК РСФСР («нарушение паспортного режима», «тунеядство», «бродяжничество»). Не попавшие под суд последователи Кришны подвергались общественному давлению: у них забирали паспорта, их вызывали в суд, увольняли с работы и не принимали на новую работу.
В советской прессе кришнаизм представлялся как разновидность душевной болезни. Для того, чтобы «вернуть к нормальной жизни» советских граждан, попавших под «тлетворное влияние реакционной секты кришнаитов», советские власти использовали карательную психиатрию. Десятки советских последователей Кришны были признаны «невменяемыми» и отправлены на принудительное лечение в специальные психиатрические больницы. На домах у кришнаитов производились обыски, имущество уличённых в поклонении Кришне конфисковывалось в пользу государства. Часто для доказательства вины применялись угрозы, шантаж и пытки. Заключённых в тюрьмы и лагеря кришнаитов (как известно, вегетарианцев) насильно заставляли есть мясо, принуждали отречься от своей веры. Им отказывали в вегетарианской пище, не позволяли получать деньги и посылки от друзей и родственников. В результате недоедания у многих заключённых развился туберкулёз и другие тяжёлые болезни. Из-за невыносимых условий содержания несколько кришнаитов погибли в застенках тюрем, лагерей и психбольниц. В общей сложности было репрессировано более 50 кришнаитов. В это число входят верующие, отбывшие тюремные сроки или принудительно помещённые в психиатрические лечебницы. Несмотря на систематические преследования, число кришнаитов в СССР устойчиво росло.
Аресты кришнаитов и показательные судебные процессы над ними сопровождались интенсивной антикришнаитской кампанией в советских средствах массовой информации, которые «активно включились в формирование стереотипа верующего вайшнава как сторонника антиобщественной и противозаконной деятельности».
20 мая 1988 года Совет по делам религий зарегистрировал Московское общество сознания Кришны как религиозное объединение. Тем самым, ИСККОН стал первой «новой» религиозной конфессией, зарегистрированной в СССР за всё время советской власти. Вместе с регистрацией, кришнаиты получили разрешение на строительство храма и ввоз в СССР религиозной литературы. Регистрации предшествовало долгое и детальное исследование истории, основ вероучения, тенденций развития ИСККОН, а также самих кришнаитов. ИСККОН подвергся тщательной проверке, были подробно изучены различные аспекты гаудия-вайшнавской традиции.
К 1989 году обвинения и претензии к кришнаитам со стороны советских властей были сняты. В декабре 1988 года последние три кришнаита были отпущены на свободу. Были пересмотрены и признаны сфальсифицированными более 50 заведённых на кришнаитов уголовных дел. Впоследствии в соответствии с Федеральным Законом № 1761-1 «О реабилитации жертв политических репрессий» от 18 октября 1991 года все репрессированные кришнаиты были реабилитированы «за отсутствием состава преступления».

### Период активной проповеди и массового притока верующих (1988—1998)
С легализацией ИСККОН и выходом кришнаитов из подполья наступил этап бурного распространения гаудия-вайшнавизма по территории СССР, продолжавшийся до 1998 года. Деятельность ИСККОН в России в 1990-е годы привлекала заметное внимание общественности. В этот период, «стремясь максимально точно следовать религиозным, этическим, социальным наставлениям» основателя ИСККОН, кришнаиты в своей проповеди делали упор на аскетический, монашеский образ жизни, подчёркивали необходимость преодоления привязанности к материальным благам, семье, карьере. Такого рода проповедь поддерживалась аргументами из «Бхагавад-гиты как она есть» и других трудов Прабхупады, в которых тот говорил о необходимости отказаться от всего, что «не имеет отношения к служению Кришне», и утверждал, что «все виды деятельности, за исключением деятельности в сознании Кришны, не стоят трудов…». Как отмечает социолог Юлия Яковлева, кришнаиты «проповедовали восточные методы аскезы, рассчитанные на ограниченный круг духовно зрелых людей, способных к индуистски-ориентированному монашескому образу жизни, среди молодых людей, очарованных духовным миром Индии, но не подготовленных — в силу разных обстоятельств (возраст и т. д.) — к монастырской жизни». На практике это, в частности, привело к конфликтам новообращённых кришнаитов с родителями, которые оказались не готовы к религиозному выбору своих детей и восприняли ИСККОН как угрозу.

#### Первое паломничество советских кришнаитов в Индию (1989)

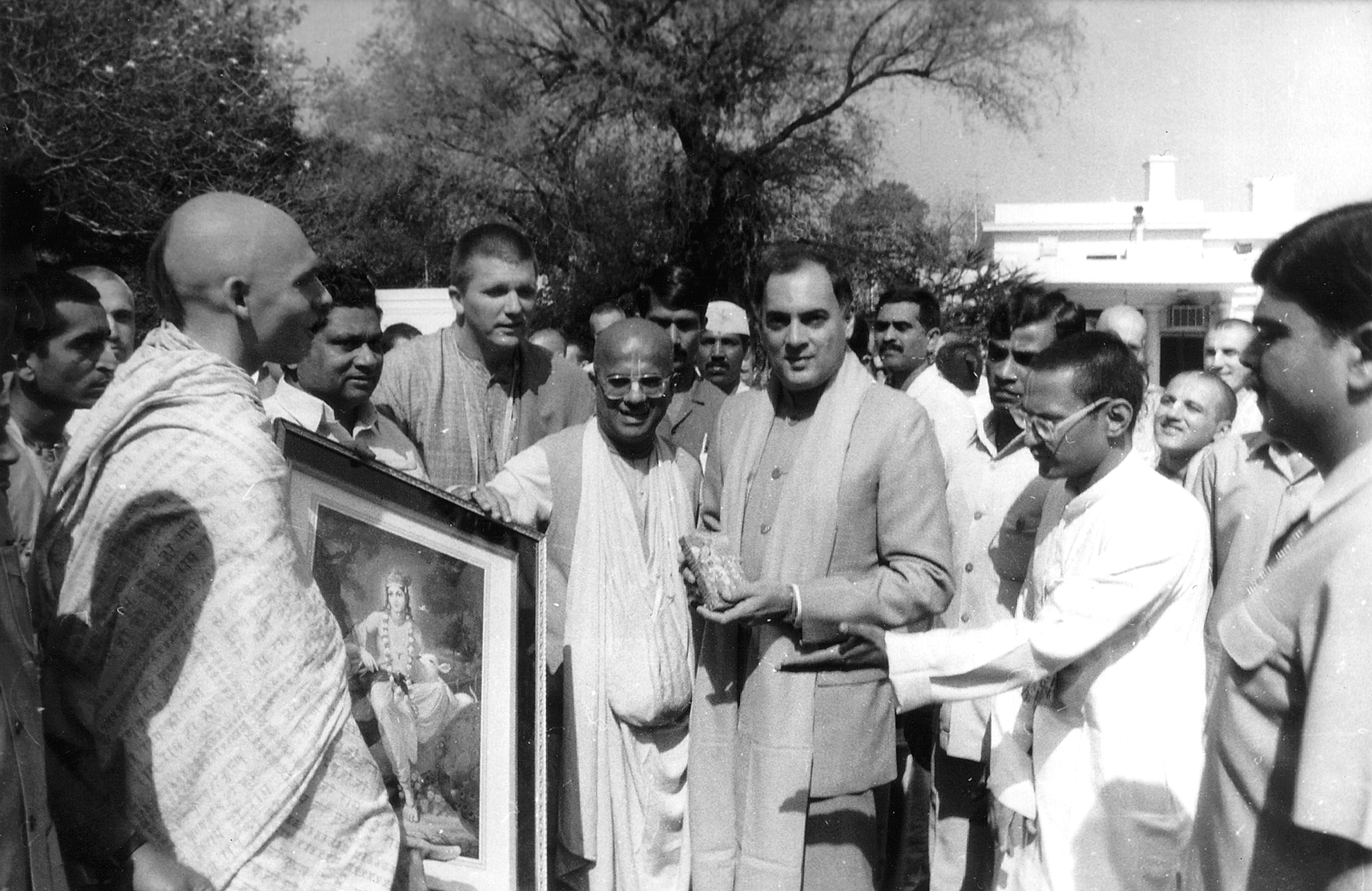
Премьер-министр Индии Раджив Ганди на встрече с советскими кришнаитами в Нью-Дели в 1989 году

В начале 1989 года советским кришнаитам впервые позволили выехать за рубеж. Группа из 59 советских последователей Кришны (49 мужчин и 10 женщин) на несколько недель отправилась в паломничество в Индию. 22 февраля 1989 года советские верующие провели марш по улицам Калькутты. В руках они несли транспарант с надписью «Спасибо Горбачёву, спасибо гласности». В тот же день состоялась пресс-конференция, на которой Ольга Киселёва рассказала об успехах ИСККОН в СССР. В Дели советских кришнаитов принял премьер-министр Индии Раджив Ганди. Отбытие советских последователей Кришны на родину журнал «Новое время» описал следующим образом:
Яркие одеяния шафранового цвета, бритые головы с «шикхой» — небольшой косичкой на затылке, у каждого чётки. Перебирая их, они хором распевают во славу бога Кришны махамантру (молитву) — повторяющиеся в определённом порядке три слова: харе, Кришна, Рама. По сигналу старшего вся эта экзотическая группа преклоняет колени и, к вящему удивлению индийцев, присутствующих в делийском международном аэропорту имени Индиры Ганди, начинает бить поклоны… Так 59 представителей Общества сознания Кришны из Советского Союза прощались с Индией, завершив почти двухмесячное паломничество в эту страну.
В СССР возвращение кришнаитских паломников было встречено повышенным вниманием советской прессы. Руководитель московской общины ИСККОН Сергей Зуев рассказал журналистам, что советским кришнаитам в Индии был оказан радушный приём и что паломничество стало возможным только благодаря перестройке.

#### Появление первого храма и официальная регистрация Центра обществ сознания Кришны в России (1989—1992)
Первый в СССР кришнаитский центр появился в 1989 году в Москве, в частной квартире по адресу: проспект Мира, д. 5, кв. 8. В 1990 году власти выделили кришнаитам двухэтажный дом у станции метро «Беговая», который стал первым храмом ИСККОН (и вообще индуистским храмом) в СССР.
В апреле 1992 года был зарегистрирован «Центр обществ сознания Кришны в России» (ЦОСКР) — объединение кришнаитских храмов и центров в крупных городах России. С регистрацией ЦОСКР произошло оформление организационной структуры российского ИСККОН в качестве общероссийской централизованной организации. На правах ассоциированных членов ЦОСКР также объединял кришнаитские общины Белоруссии, Украины, Казахстана, Узбекистана, Туркменистана, Грузии и Армении.

#### «Пища жизни», санкиртана и «Кришналока»: миссионерская и благотворительная деятельность кришнаитов в России в 1990-е годы
После выхода из подполья кришнаиты активно занялись миссионерской работой. В 1991 году началось массовое издание и распространение духовной литературы. В Москве был открыт филиал кришнаитского издательства «Бхактиведанта Бук Траст», в котором активно шла работа по переводу канонической кришнаитской литературы. Уже в марте 1992 года газета Chicago Tribune назвала кришнаитов «самой заметной религиозной группой в Москве». Корреспондент газеты Стефани Саймон отметила, что в российской столице стали обыденным явлением одетые в оранжевые одеяния кришнаитские монахи, занимавшиеся продажей религиозной литературы на станциях московского метрополитена, а также рекламировавшие эту литературу красочные плакаты, которыми были увешаны вагоны метро. На Арбате кришнаиты регулярно проводили уличные киртаны — так называемые харинамы — приглашая всех желающих принять в них участие. Интерес российского населения к ИСККОН был просто огромным: московский храм ежедневно получал около 3000 писем. По утверждению самих кришнаитов, к 100-летию Прабхупады в 1996 году в России было распространено около 10 млн экземпляров книг его авторства. В этой связи индолог Ирина Глушкова особо отметила вклад кришнаитов в популяризацию базового индуистского текста «Бхагавад-гита», который, будучи уже широко известным на Западе, именно благодаря миссионерской деятельности кришнаитов в 1990-е годы стал доступен широкому кругу читателей в России.
Весной 1991 года был введён новый порядок регистрации религиозных организаций органами юстиции РСФСР, что привело к стремительному росту количества зарегистрированных религиозных объединений, в том числе кришнаитских общин. Если в 1990 году в СССР было лишь 9 официально зарегистрированных общин ИСККОН, то в 1993 году только на территории России действовало 68 кришнаитских храмов. К 1996 году их число возросло до 112 в 90 городах. По данным Евгения Балагушкина, к середине 1990-х годов российская община ИСККОН стала самой крупной кришнаитской общиной за пределами Индии: в 1996 году в России насчитывалось 5 тыс. последователей ИСККОН, имевших духовное посвящение и ещё несколько тысяч человек, серьёзно интересовавшихся гаудия-вайшнавским вероучением. Сергей Иваненко, в свою очередь, утверждает, что по данным самих кришнаитов в январе 1996 года в России насчитывалось около 10 тыс. активных последователей ИСККОН, из которых более 3 тыс. человек имели духовное посвящение и около 1,5 тысяч человек проживало в храмах. Леонид Браславский называет несколько бо́льшую цифру монашествующих кришнаитов — 3700 человек. По данным на 1997 год, храмы ИСККОН действовали в большинстве центров субъектов РФ, а нама-хатты (малые общины верующих-мирян) — в более чем в 100 населённых пунктах. Головным центром был московский храм, а роль региональных центров выполняли храмы Санкт-Петербурга, Нижнего Новгорода, Екатеринбурга, Перми, Самары и Ростова-на-Дону. Другие крупные храмы располагались во Владивостоке, Новосибирске, Казани и Краснодаре.
В 1990-е годы кришнаитские общины активно посещали зарубежные духовные лидеры, в частности гуру и член Руководящего совета Харикеша Свами. Российские кришнаиты регулярно бывали за рубежом — в Индии (куда в 1996 году отправилось 5011 российских паломников-кришнаитов), а также в Германии и Швеции, где находилась штаб-квартира Харикеши Свами. По данным на 1996 год в Москве действовало два храма ИСККОН, две ведические гурукулы (школы-интерната) и филиал Института Бхактиведанты; круглосуточное вещание осуществляла радиостанция «Кришналока».
В 1990-е годы кришнаиты «стали известны своей благотворительностью и милосердием». Как отмечает Леонид Браславский, стремление помочь людям и раздача пищи являются неотъемлемой частью индуистской традиции, следуя которой Прабхупада в 1974 году выступил вдохновителем создания благотворительной программы по распространению освящённой вегетарианской пищи (прасада) «Харе Кришна — пища жизни». С тех пор «Пища жизни» является главной благотворительной программой ИСККОН. В её рамках кришнаиты бесплатно раздают горячие обеды пенсионерам и неимущим, в том числе в местах вооружённых конфликтов и стихийных бедствий. На территории СССР «Пища жизни» начала свою деятельность в 1988 году в Армении, где только что вышедшие из тюрем и психбольниц кришнаиты организовали бесплатную раздачу горячего питания пострадавшим от Спитакского землетрясения. Как отметил тогда Владимир Лисовский, «местные кришнаиты отдали все свои деньги, чтобы каждый день кормить бесплатными завтраками и обедами пострадавших в Ленинакане и Спитаке». В программе приняли участие не только армянские кришнаиты, но и добровольцы из разных городов СССР. Всего пункты питания действовали в трёх пострадавших от землетрясения населённых пунктах: Спитаке, Ленинакане и Кировакане.
В 1992—1993 годах, во время Абхазской войны, были организованы акции помощи голодающим в Сухуми и Гудауте. В Сухуми, несмотря на артобстрелы и отсутствие электричества, кришнаиты регулярно обеспечивали горячим питанием 1800 жителей. По данным самих кришнаитов в 1994—1996 годах во время Первой чеченской войны кришнаитские волонтёры раздали более 1 млн порций вегетарианской пищи. Практически сразу после вступления в Грозный федеральных войск, волонтёры «Пищи жизни» открыли пункты питания, наладив доставку горячей пищи в местный Дом инвалидов и несколько школ. Тогда же были открыты бесплатные столовые для беженцев в Гудермесе, Хасавюрте и Назрани. В декабре 1995 года ставший очевидцем этих событий корреспондент The New York Times Майкл Спектер отметил, что в Грозном кришнаиты «…имеют репутацию как мать Тереза в Калькутте: без труда здесь можно встретить людей, которые клянутся, что они — святые. В городе, полном лжи, алчности и коррупции, кришнаиты делают своё дело, ежедневно раздавая более 1000 порций горячей еды…». Один из добровольцев-кришнаитов — новгородец Андрей Савицкий (1968 г. р.) — 7 августа 1996 года погиб от пулевого ранения во время штурма Грозного чеченскими боевиками. В 1995 году кришнаиты приняли активное участие в «одной из первых крупных акций волонтёров в современной России»: в разрушенном землетрясением городе Нефтегорске, ИСККОН был «одной из самых активных организаций», оказывавшей помощь спасателям.
В 1996 году на территории СНГ уже насчитывалось около 50 центров «Пищи жизни». По данным Балагушкина, к 1996 году кришнаиты распространили в России около 5 млн порций прасада, при этом только в 1996 году на осуществление этой миссии в России фонд «Пища жизни» израсходовал 1 млрд рублей (что в то время было эквивалентно 200 тыс. долларов США); 70 % от этой суммы составили пожертвования банков и других организаций. Браславский отмечает по этому поводу, что если в СССР распространение прасада началось с раздачи «всего нескольких десятков порций», то к концу 1990-х годов нуждающиеся могли получить пищу прямо в храмах, где ежедневно раздавалось не менее 20 тыс. обедов.
В рамках другой программы милосердия, носившей название «Дайте людям шанс!», кришнаиты осуществляли раздачу священной пищи и духовной литературы в местах заключения. Программа проходила в Москве, Санкт-Петербурге, Ярославской, Мурманской, Архангельской областях и др. субъектах Российской Федерации. Наиболее активно эта акция проводилась в Бутырской тюрьме в Москве и в петербургских «Крестах». В сотрудничестве с медицинскими учреждениями кришнаиты также успешно осуществляли программу, направленную на реабилитацию наркоманов. Как отмечает Балагушкин, если в 1980-е годы ИСККОН был «вынужден конфликтовать с обществом и государством», то к концу 1990-х годов он фактически превратился в «обычную конфессию, традиционную по своей социальной роли».

#### Формирование и развитие системы вайшнавского образования в 1990-е годы
В 1990-е годы руководство российского ИСККОН, решив, что образование последователей должно быть более профессиональным и систематическим, предприняло шаги по созданию системы вайшнавского образования. Для решения этой задачи в 1994 году был переведён на русский язык и дополнен материалами российских кришнаитов «Курс вайшнавского образования», активно использовавшийся в те годы в общинах Западной Европы. С середины 1990-х годов во многих храмах ИСККОН в России начали проводиться курсы по основам философии и практики гаудия-вайшнавизма. В 1997 году Национальный совет ЦОСКР сделал успешное прохождение курса вайшнавского образования обязательным условием для получения духовного посвящения и постановил разработать заочный вариант курса.

### Кризисный период (1998—2001)

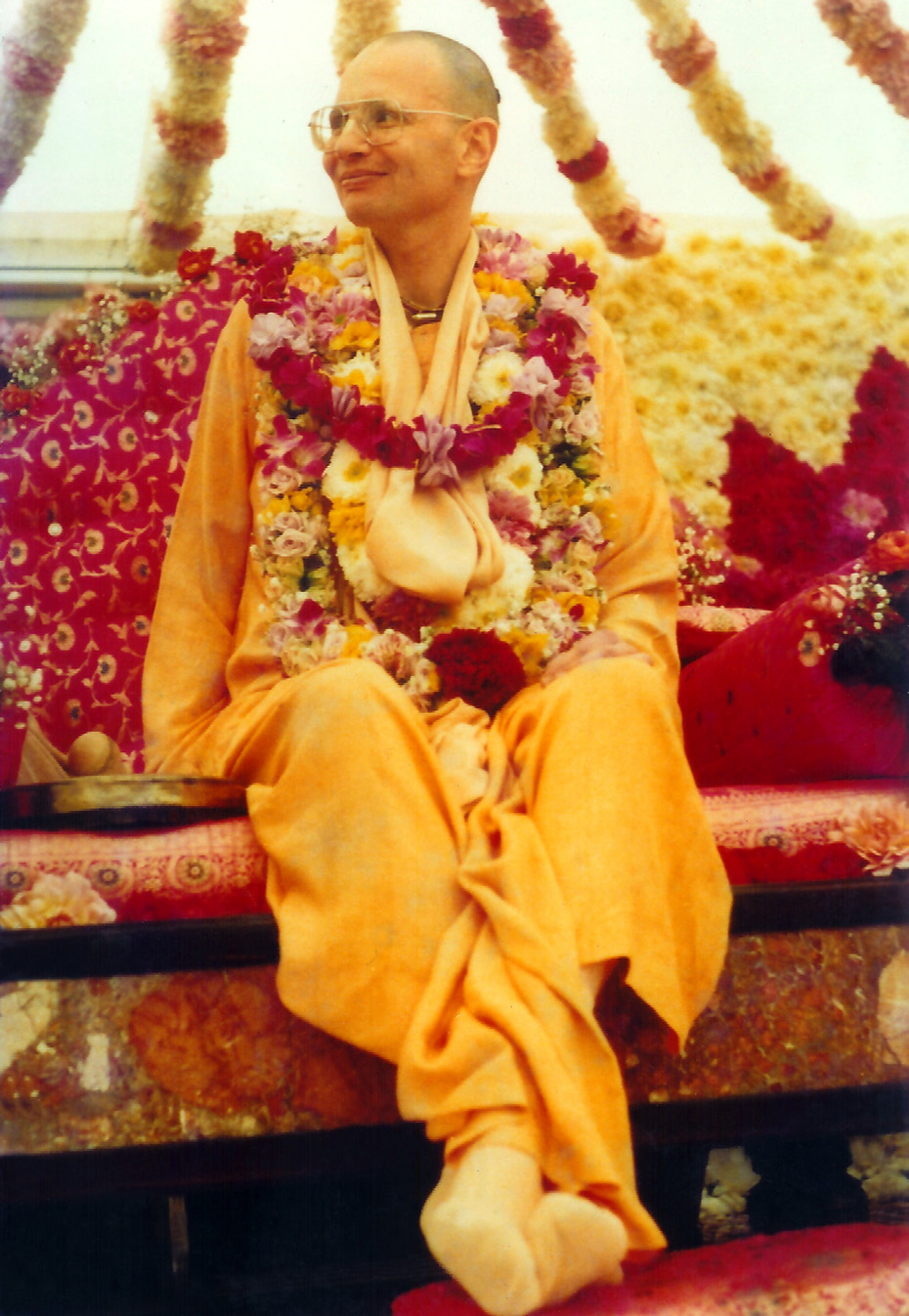
Харикеша Свами

В 1998 году ИСККОН в России пережил большой кризис, спровоцированный уходом из рядов ИСККОН одного из лидеров движения — Харикеши Свами. Харикеша был одним из пионеров проповеди гаудия-вайшнавизма в Восточной Европе и СССР в 1970-х — 1980-х годах. К 1998 году он имел большое количество учеников (по некоторым оценкам — около 3000 человек), в особенности в России и странах ближнего зарубежья, и был одним из уважаемых лидеров движения, занимая ряд ответственных постов — члена Руководящего совета ИСККОН, инициирующего гуру, члена правления книжного издательства «Бхактиведанта Бук Траст», куратора проекта по строительству храма и ведического планетария в Маяпуре.
В июне 1998 года Харикеша тяжело заболел. По свидетельству ряда учеников, он даже перенёс клиническую смерть. В это время в России, вследствие августовского дефолта, созданная учениками Харикеши инвестиционная компания «Према Инвест» потеряла на рынке ГКО более 20 млн долларов США. Из этой суммы, 3 млн долларов США были деньгами, пожертвованными учениками-предпринимателями Харикеши и предназначавшимися на развитие новых образовательных и культурных проектов, инициированных Харикешей.
Харикеша решил, что более не в состоянии продолжать исполнять руководящие функции в ИСККОН и подал заявление Руководящему совету о своём уходе со всех занимаемых постов, — в том числе о прекращении выполнения обязанностей инициирующего гуру. Его желание было удовлетворено на всемирном съезде Руководящего совета ИСККОН в Маяпуре в марте 1999 года. Одной из причин своего решения Харикеша назвал несогласие с некоторыми духовными братьями в Руководящем совете. Харикеша заявил о необходимости реформирования ИСККОН. Подвергнув критике руководство ИСККОН, в особенности его отношение к семье и браку, он призвал своих учеников покинуть ряды организации.
В России уход Харикеши из движения вызвал большой резонанс. Сторону Харикеши заняли некоторые из кришнаитов, работавших на официальном радио ИСККОН в России «Кришналока» и храм ИСККОН в Санкт-Петербурге. Группа учеников Харикеши послали руководству ИСККОН открытое письмо с просьбой сделать всё возможное для того, чтобы Харикеша вернулся в ряды ИСККОН. Этот период «депрессии, пассивности и неустойчивости» пришёл на смену периоду «массового энтузиазма» первой половины 1990-х годов и стал для российских кришнаитов своего рода «проверкой на духовную зрелость».
В декабре 1998 года Харикеша женился на одной из своих учениц из Швеции — кришнаитке русского происхождения Камаласундари (Катарине). С января 2004 года он проживает в городе Гейнсвилл (штат Флорида, США), где периодически посещает местный храм ИСККОН. Его взгляды претерпели эволюцию и он более не выступает с критикой ИСККОН. Как констатировал в 2008 году религиовед С. И. Иваненко, спустя 10 лет после кризиса его последствия были практически преодолены. Большинство учеников Харикеши осталось в рядах движения, заново приняв инициацию от других гуру.

### Современный период (2001—настоящее время)
Современный период истории российского вайшнавизма ознаменовался укреплением ИСККОН в России как единой организации. В развитии ИСККОН произошла смена акцентов, которая выразилась во взятии курса на формирование и развитие общин; систематическое образование последователей; выбор новых форм проповеди; активизацию социального служения. По мнению социолога Юлии Яковлевой, одной из основных особенностей современного периода развития российского вайшнавизма является укрепление позиции ИСККОН «в социально-структурных отношениях российского общества». В этот период духовные лидеры ИСККОН инициировали реформы, направленные на «создание общин, ядром которых являются люди, ориентированные на самореализацию в личностном, семейном, профессиональном, гражданском отношениях». По мнению Яковлевой, эти реформы имели успех, о чём, в частности, говорит проведённое в 2006 году социологическое исследование, результаты которого показали, что более половины опрошенных кришнаитов работали и состояли в браке.
В 2000-е годы российский ИСККОН продолжил осуществлять «широкое социальное служение»: работу по реабилитации наркоманов и заключённых, помощь беженцам и другим нуждающимся. По данным на 2011 год в примерно 40 городах России осуществляла свою деятельность гуманитарная миссия «Харе Кришна — пища жизни», занимающаяся бесплатной раздачей вегетарианских обедов. В осуществлении этих благотворительных проектов российским кришнаитам, как правило, оказывали содействие местные органы социального обеспечения населения.
По данным сайта Protestant.ru на 1 января 2011 года в России действовало 77 официально зарегистрированных кришнаитских религиозных организаций, входящих в ИСККОН. По данным официального сайта ИСККОН, в феврале 2012 года в России насчитывалось 110 общин ИСККОН (включая незарегистрированные). В 2005 году религиовед Р. Н. Лункин отметил, что общее число последователей ИСККОН в России «согласно их собственным оценкам 70 — 100 тыс. человек», а «по оценкам экспертов — не более 12 тыс. человек».
В Москве храм ИСККОН расположен на Ленинградском проспекте во временных постройках, рассчитанных примерно на двести человек. Храм не в состоянии вместить достаточное количество прихожан-кришнаитов, которых, по оценке С. И. Иваненко, в российской столице насчитывается более 8 тысяч.
В современном российском ИСККОН широкое распространение получило движение так называемых нама-хатт (домашних групп верующих), в которых кришнаиты и интересующиеся гаудия-вайшнавизмом собираются для совместного воспевания мантры «Харе Кришна», изучения вайшнавской философии и вкушения прасада. В результате успешной деятельности нама-хатт, увеличилось численность последователей ИСККОН, кришнаитам удалось воспитать значительное количество новых лидеров общин и проповедников.

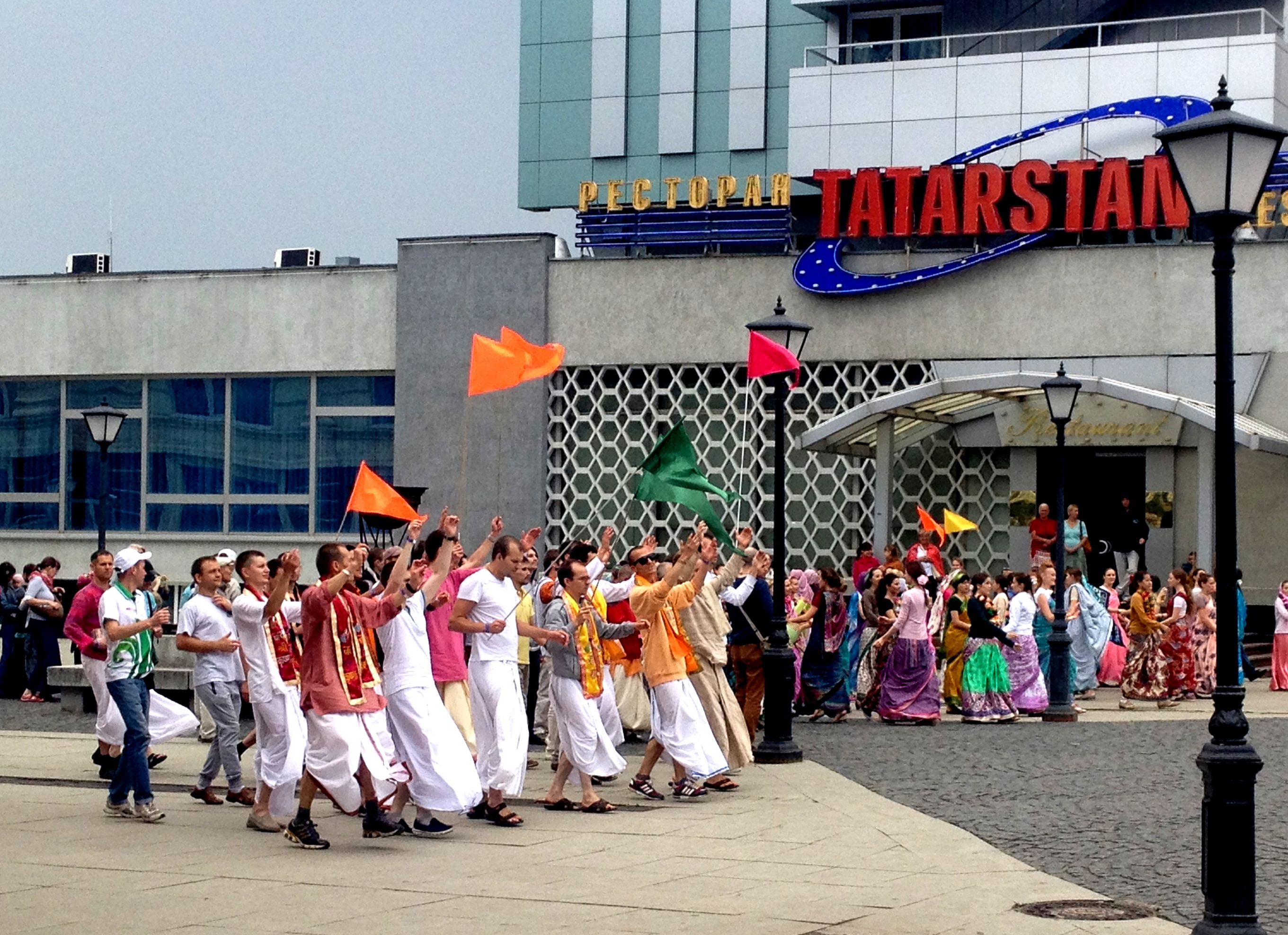
Акция Казанского общества сознания Кришны (Казань, 15 июня 2014 года)

С 2010 года в российском ИСККОН действует особая система духовного наставничества, получившая название «система севак» (севак означает «слуга» — служение кришнаиты считают сутью деятельности духовного наставника и лидера). Целью создания этой системы было объявлено объединение всех квалифицированных верующих, занимающихся проповедью и духовной заботой в рамках нама-хатт. В 2011 году с целью координации различных направлений деятельности общины и помощи духовному росту верующих в московской общине ИСККОН был создан «Совет старших преданных».
По данным С. И. Иваненко на протяжении всего периода своего развития в СССР и России, ИСККОН привлекал в свои ряды много интеллектуально развитых и образованных людей. Эта тенденция сохранилась и в современном ИСККОН в России. В 2006 году результаты социологического исследования показали, что среди активных кришнаитов в России 42,5 % — люди с высшим образованием. Исследование 2010 года показало, что высшее образование имели 54,1 % российских кришнаитов, а ещё около 3 % обладали учёными степенями.
С 1998 года на базе Московского храма ИСККОН действует «Вайшнавский университет Бхактиведанты», который, однако, не имеет государственной аккредитации в качестве высшего учебного заведения. В Подмосковье существует школа для брахмачари, в которой монахи проходят трёхлетний курс обучения, призванный воспитать из них будущих лидеров. В Волгограде функционирует школа для семейных верующих, в которой они имеют возможность получить необходимую проповедническую подготовку. Одной из важных черт современного российского ИСККОН С. И. Иваненко считает значительное число верующих, имеющих вайшнавское образование и самостоятельно изучающих священные писания. По данным проведённого в 2010 году социологического исследования, вайшнавское образование имели около 47,1 % членов ИСККОН.
С 1994 года на черноморском побережье ежегодно проводится крупный вайшнавский фестиваль, девизом которого являются слова «Поделись радостью!». С. И. Иваненко считает название фестиваля одним из свидетельств перестановки акцентов в проповеди: если на ранних этапах развития ИСККОН в России упор делался на критике современного мира, то в современный период центральной стала идея проповеди, основанной на желании «поделиться с окружающими позитивными духовными и нравственными ценностями».

## Международное общество сознания Кришны по регионам России

### Алтайский край
По данным на 2003 год в Алтайском крае действовало 6 общин ИСККОН. В административном центре края — городе Барнауле — осуществляли свою деятельность храм и Алтайский проповеднический центр ИСККОН. Президентом Барнаульского общества сознания Кришны был Вадим Борисович Борисов. По данным Министерства регионального развития РФ в 2004 году в рамках гуманитарной миссии «Пища жизни» кришнаиты открыли в Барнауле 3 благотворительные вегетарианские столовые. В 1990-е годы барнаульские кришнаиты при поддержке местных структур государственного образования провели эксперимент по преподаванию курса «ведической культуры» в старших классах ряда школ Барнаула.

### Астраханская область
В Астраханской области община кришнаитов была зарегистрирована 27 августа 1993 года, наряду с благотворительный центром «Пища жизни». В 1997 году община переместилась в район городских новостроек Астрахани (ул. Бабаевского). По данным «Православной энциклопедии», одной из причин переезда стало отсутствие в микрорайоне зданий, принадлежащих другим религиозным организациям. В конце 1990-х годов община пережила кризисный период, были прекращены телепередачи, на некоторое время перестали проводиться благотворительные акции и массовые выступления. Астраханские кришнаиты начали проводить свои встречи исключительно в домах единоверцев и перестали выходить на широкую общественность.

### Бурятия
В Бурятии община кришнаитов была зарегистрирована в январе 1992 года как Бурятский проповеднический центр «Харе Кришна». Летом 1995 года в республике появился филиал кришнаитской благотворительной организации «Пища жизни», который был официально зарегистрирован как Республиканское благотворительное общество «Пища жизни». В 1996 году для приготовления пищи кришнаиты получили от правительства республики в долгосрочную аренду помещение бывшего детского сада. Часть помещения они переоборудовали под храм. В 2000 году община прошла перерегистрацию как Улан-Удэнское общество сознания Кришны.
К началу 2000-х годов бурятская община ИСККОН вошла в десятку крупнейших кришнаитских проповеднических центров в СНГ, ведущих по численности монашествующих верующих, размаху проповеднической и благотворительной деятельности. Бурятская община превратилась в региональный центр российского ИСККОН в Восточной Сибири, принимающий монахов-послушников из других сибирских городов. По данным на 2008 год в ашраме в Улан-Удэ проживало около 30 монахов. Руководителем бурятского ИСККОН в 1990-е — 2000-е годы был Леонид Максимович Тугутов (Лакшми Нараяна Дас).
Религиовед Любовь Абаева отмечает, что появление кришнаитов в Бурятии вызвало неоднозначную реакцию со стороны представителей традиционных конфессий республики. В 1996 году благочинный Бурятского округа РПЦ объявил ИСККОН «тоталитарной сектой», несущей «угрозу единству российского народа» и являющейся «залогом грядущих социальных катастроф». Глава буддистов Бурятии Хамбо-лама Дамба Аюшеев, напротив, продемонстрировал веротерпимую позицию по отношению к ИСККОН и другим религиям. Как отметила в 2002 году религиовед Наталья Аюрова, ИСККОН в Бурятии «прошёл в своём развитии большую эволюцию», которая, в частности, выразилась в том, что кришнаиты стали более «открытыми для контактов с государственными органами и другими религиозными организациями».

### Дальний Восток
Первые кришнаиты на территории Дальнего Востока появились в конце 1980-х годов во Владивостоке. В основном это были представители интеллигенции, интересовавшиеся индийской культурой и философией. Основателем и руководителем первой кришнаитской общины был А. Хмельницкий. После того, как в конце 1989 года он переехал в Санкт-Петербург, владивостокскую общину возглавил Василий Тушкин (Враджендра Кумар Дас). Община была зарегистрирована 13 сентября 1990 года Советом по делам религий при Кабинете министров СССР. Одновременно с регистрацией кришнаиты получили разрешение на строительство храма. Однако, землю под строительство власти не выделили, из-за чего храм так и не был построен.
С момента официальной регистрации владивостокская община стала координатором религиозной жизни кришнаитов всего Дальнего Востока, начала активную миссионерскую деятельность в Приморском крае и во всём дальневосточном регионе. Кришнаиты распространяли духовную литературу, организовывали фестивали, проводили благотворительную программу по раздаче освящённой вегетарианской пищи детям детских домов, инвалидам и ветеранам. Всё это способствовало пробуждению интереса к кришнаитам и гаудия-вайшнавизму, привело к появлению последователей Кришны и регистрации общин ИСККОН в других населённых пунктах Дальнего Востока.
В 1992 году было зарегистрировано Общество сознания Кришны Камчатской области. В 1996 году община открыла в Петропавловске-Камчатском филиал благотворительной организации «Харе Кришна — пища жизни», которая до 1999 года занималась раздачей бесплатной горячей пищи малообеспеченным жителям города. В 2000 году Общество сознания Кришны Камчатской области официально самоликвидировалось, после чего кришнаиты продолжили проводить духовные собрания в неформальном порядке.
В 1994 году была зарегистрирована кришнаитская община в г. Благовещенске Амурской области. По данным на 2000 год благовещенская община занималась благотворительностью, проводила программу «Пища жизни», заключавшуюся в раздаче два раза в месяц продуктов питания инвалидам.
По данным Светланы Дударенок, в 1997 году на территории Дальнего Востока существовало 9 зарегистрированных общин кришнаитов. К 2003 году количество зарегистрированных общин сократилось до шести. В то же самое время осуществляли свою деятельность 18 незарегистрированных кришнаитских групп. По данным на начало 2003 года на всей территории Дальнего Востока проживало чуть более 500 кришнаитов. В Приморском крае в зарегистрированных общинах состояло 265 верующих, а в незарегистрированных группах — около 40 человек. В Хабаровском крае насчитывалось около 100 кришнаитов, в Амурской области — около 50 верующих (30 — в Благовещенске и 20 — в незарегистрированной общине г. Свободный), 20 человек в Магадане и по 15 человек на Сахалине и Камчатке. В Магаданской области в 1995 году действовало две зарегистрированные общины ИСККОН, в конце 1997 года — только одна община, которая к 2000 году также прекратила своё существование. По данным Тимофея Башлыкова, количество последователей ИСККОН в области никогда не превышало 30-35 человек.

### Карачаево-Черкесия
С начала 1980-х годов община кришнаитов действует в пос. Курджиново Урупского района Карачаево-Черкесии.
В августе 2016 года в Карачаево-Черкессии было заведено административное дело по ст. 5.26 КоАП РФ («Нарушение законодательства о свободе совести, свободе вероисповедания и о религиозных объединениях») в отношении 25-летнего кришнаита Вадима Сибирева, занимавшегося распространением религиозной литературы на улицах города Черкесска. По данным информационно-аналитического центра «Сова», это был первый процесс, основанный на положениях из принятого в июле 2016 года антиэкстремистского «пакета Яровой». Дело было возбуждено после того, как 27 июля житель Черкесска, безработный юрист Рашид Зитляужев обратился в Центр по противодействию экстремизму (ЦПЭ) по Карачаево-Черкесии с просьбой привлечь кришнаита к административной ответственности за то, что тот рассказывал о своей вере и подарил религиозную литературу двум прохожим.
Рассмотрение дела началось 4 августа. Интересы кришнаита защищал юрист ИСККОН Михаил Фролов. В суд вызвали автора протокола и свидетеля — майора, сотрудника ЦПЭ. Отвечая на вопрос Фролова, какая норма права запрещает распространять гражданам религиозную литературу, майор сослался на п. 2 ст. 24.1 Федерального закона «О свободе совести и о религиозных организациях» и заявил, что миссионерская деятельность возможна лишь в культовых зданиях и на прилежащей к ним территории, в арендуемых религиозными объединениями зданиях и на земельных участках, в местах паломничества, кладбищах и крематориях, а в остальных местах ведение такой деятельности не предусмотрено. 15 августа суд снял с Сибирева все обвинения и постановил прекратить административное дело за отсутствием состава преступления.

### Краснодарский край
Первые кришнаитские проповедники появились в Краснодарском крае в конце 1970-х годов. К середине 1980-х годов на Кубани уже насчитывалось около 200 приверженцев ИСККОН. К началу 1990-х годов в крае сформировалось три крупные общины ИСККОН — в Краснодаре (ст. Елизаветинская), Новороссийске (Цемдолина) и Сочи. В 1994 году религиовед О. Андреева отмечала, что распространение кришнаизма и протестантизма на Кубани стало «заметной тенденцией в изменении религиозных воззрений населения края» и что «некоторая экзальтированность, апелляция к индийской философии и научным знаниям, отличительная внешняя атрибутика, восточная мистика и вегетарианство» привлекают в ряды кубанских кришнаитов главным образом молодых горожан.
Кубанские кришнаиты активно занимаются миссионерской деятельностью, проводят харинамы (уличные шествия с пением мантр, танцами и музыкой), распространяют в обмен на денежные пожертвования религиозную литературу, принимают участие в благотворительных и общеполезных акциях. Во второй половине 1990-х годов имели место несколько случаев преследования кришнаитов со стороны властей. Так, в 1996 году сотрудники милиции осквернили кришнаитский храм в ст. Елизаветинской, а в июне 1998 года, под предлогом поиска оружия и наркотиков, произвели обыск в сочинском храме. При этом несколько кришнаитов были избиты и подверглись краткосрочному аресту. Никаких официальных обвинений против кришнаитов выдвинуто не было.
6 мая 1995 года депутат Государственной думы, казак Анатолий Долгополов, направил атаману Всекубанского казачьего войска Владимиру Громову письмо, в котором попросил «оказать содействие в решении проблемы депортации или закрытия» ИСККОН и других сект. Спустя четыре с половиной месяца, 24 сентября 1995 года, депутат Законодательного собрания Краснодарского края, атаман Д. Бацулко, нанёс визит в краснодарский храм кришнаитов. Атаман, которого сопровождала группа казаков, в ультимативной форме заявил президенту храма И. Биласу, что кришнаиты должны «в месячный срок покинуть территорию Краснодарского края». При этом атаман пригрозил, что в случае невыполнения кришнаитами поставленных им условий, казаки последуют примеру национал-патриотов, устроивших в июне 1995 года жестокий погром кришнаитского храма в Ростове-на-Дону. Ситуацию спас Глеб Якунин, направивший 16 октября 1995 года губернатору Краснодарского края Евгению Харитонову и прокурору края Анатолию Шкребцу обращение с просьбой принять меры для защиты кришнаитов. 19 октября того же года Якунину пришёл ответ от начальника отдела краевой прокуратуры С. Ануфриева, который сообщил о «принятых мерах прокурорского реагирования в связи с действиями казачества».
С 1994 года на черноморском побережье в сентябре-октябре месяце ежегодно проводится крупнейший в России кришнаитский фестиваль, на который собираются несколько тысяч наиболее активных последователей ИСККОН, в основном из России и с Украины. В 2005 году в Анапе во время проведения очередного черноморского фестиваля произошёл инцидент с участием православных и кришнаитов. По свидетельству присутствовавшего на месте событий корреспондента сайта «Мир религий», толпа православных верующих численностью около 200 человек проникла на территорию санатория, в котором проходил кришнаитский фестиваль, и потребовала, чтобы участники празднества покинули Анапу. Состоявшую в основном из пожилых женщин и казаков толпу вели в бой представители православного духовенства. Люди несли в руках хоругви, иконы, плакаты и транспаранты с антикришнаитскими лозунгами: «Ведическая культура — культура Гитлера», «Очистим Анапу от нечисти». Православные перевернули палатку, в которой продавалась кришнаитская литература, растоптали портрет кришнаитского святого и сорвали несколько фестивальных плакатов. За этим последовали призывы подвыпивших казаков «утопить нечисть в море». Кришнаиты не отреагировали на провокацию и, в присутствии властей, провели переговоры с православными верующими, после чего те покинули территорию санатория. В результате достигнутой с местными властями договорённости, кришнаиты сохранили за собой право проводить фестиваль, но обязались более не появляться в городе в традиционной индийской одежде.

### Красноярский край
По данным управления Министерства юстиции РФ по Красноярскому краю, в 2009 году в крае действовало 2 официально зарегистрированных общины ИСККОН.
С 1994 года в Красноярске осуществляет свою деятельность кришнаитская гуманитарная миссия «Пища жизни», в рамках которой Красноярское общество сознания Кришны 5 раз в неделю бесплатно раздаёт вегетарианскую пищу для социально незащищённых слоёв населения. Местные власти не разрешают кришнаитам кормить людей в неприспособленных для этого местах, из-за чего они раздают пищу через отделы социальной защиты. Кришнаиты поддерживают благотворительную столовую, в которой кормят тысячи нуждающихся. Овощи кришнаиты выращивают сами, на земле, выделенной им властями. По данным Министерства регионального развития РФ, в период с 1994 по 2004 год красноярский филиал «Пищи жизни» бесплатно раздал 480 тыс. порций, накормив 176 тыс. человек. Только в одном 2004 году было роздано 36,5 тыс. порций и накормлено 15,5 тыс. человек.
По данным религиоведа Романа Лункина, Красноярское общество сознания Кришны взаимодействует с властями в рамках регулярно проводимого Межконфессионального совещания, работу которого до 2012 года курировал первый заместитель губернатора Красноярского края Василий Кузубов. На этих межконфессиональных встречах обсуждаются такие проблемы, как взаимодействие администрации Красноярского края с религиозными объединениями в социальной сфере, борьба с наркоманией, алкоголизмом, СПИДом и детской беспризорностью.

### Мордовия
По данным на 2010 год в Мордовии действовала одна официально зарегистрированная кришнаитская община. ИСККОН начал свою деятельность в Мордовии в 1991 году, когда прибывший из Иваново кришнаитский миссионер И. В. Ваганов основал в Саранске филиал благотворительной организации «Харе Кришна — пища жизни». 12 апреля 1994 года Общество сознания Кришны г. Саранска было официально зарегистрировано Министерством юстиции Республики Мордовия. В уставе Общества говорилось, что оно было образовано «с целью удовлетворения духовных потребностей граждан вайшнавского вероисповедания, восстановления в обществе высших духовных ценностей на основе древней ведической культуры, проведения общественно-благотворительной деятельности». В 1990-е годы саранской общиной попеременно руководили её основатель И. В. Ваганов и брахман из Самары по имени Ваджра Дас. К 1996 году саранская община насчитывала около 30 активных членов, большинство из которых были молодыми людьми не старше 30 лет. По данным энциклопедии «Мордовия», в 1990-е годы кришнаиты регулярно проводили в Саранске религиозные собрания с пением киртанов и лекциями, а также принимали участие в ежегодном кришнаитском фестивале в Самаре, где в те годы находился один из крупнейших в России храмов ИСККОН. По данным Института этнографии и антропологии РАН на 2002 год, кришнаиты вели в Мордовии «активную миссионерскую деятельность».

### Нижегородская область
Первые кришнаитские проповедники посетили Нижний Новгород в середине 1980-х годов. Их проповедь имела успех и к 1988 году в городе сложилась кришнаитская община, члены которой регулярно собирались на частных квартирах, поддерживали связи с московским центром ИСККОН. В 1991 году Нижегородское общество сознания Кришны получило официальную регистрацию. В том же году нижегородских кришнаитов впервые посетил один из гуру и членов Руководящего совета ИСККОН Гопал Кришна Госвами, которому тогда поручили курировать деятельность ИСККОН в регионе Золотого кольца. Под его руководством определилась дальнейшая программа развития ИСККОН в Нижнем Новгороде и области. Нижегородская община стала главенствующей в зоне Золотого кольца, а её президент начал параллельно исполнять обязанности регионального секретаря (вице-президента) ИСККОН в этом регионе. Гопал Кришна Госвами с тех пор является представителем Руководящего совета в городах Золотого кольца и основным инициирующим гуру (дикша-гуру) для нижегородских кришнаитов.
В начале 1990-х годов у кришнаитов в Нижнем Новгороде появилось своё культовое здание — храм-ашрам на ул. Черниговской. В других городах области открылись проповеднические центры и нама-хатты (малые общины верующих-мирян). В начале 1990-х годов в Нижегородской области начала действовать гуманитарная миссия «Харе Кришна — пища жизни», в рамках которой кришнаиты бесплатно кормили вегетарианскими обедами малоимущих. Нижегородские кришнаиты приняли активное участие в благотворительных программах «Пищи жизни» в горячих точках на постсоветском пространстве. В начале 1990-х годов кришнаиты основали в Нижнем Новгороде гурукулу (индуистскую школу-интернат), которая, однако, столкнулась с финансовыми трудностями и закрылась после года работы.
Начиная со второй половины 1990-х годов Нижегородское общество сознания Кришны делает основную ставку на развитие программы нама-хатта — мелких общин и проповеднических центров. Специально для этой цели местные лидеры усовершенствовали систему образования, начали делать основной упор «на развитие личностных отношений между членами Общества и желающими ими стать».
23 марта 2008 года в Нижнем Новгороде произошёл инцидент, привлёкший внимание СМИ и правозащитников. Во время харинамы (шествия с пением мантр и танцами) кришнаиты встретили группу радикально настроенных молодых людей, один из которых, с криком «Мы патриоты, мы вас выгоним отсюда», бросил в последователей Кришны стеклянную бутылку. По данным прокуратуры Нижнего Новгорода, бутылка попала в голову 42-летнему кришнаиту армянского происхождения. В отношении агрессора было возбуждено уголовное дело по ст. 213 УК РФ («грубое нарушение общественного порядка, выражающее явное неуважение к обществу, совершённое по мотивам политической, идеологической, расовой, национальной или религиозной ненависти или вражды в отношении какой-либо социальной группы»).

### Пермский край
Согласно «Уральской исторической энциклопедии» первым кришнаитским гуру, посетившим Пермь, стал Прабхавишну Свами: в августе 1990 года он провёл в городе встречи с уральскими кришнаитами. В 1991 году Пермское общество сознания Кришны получило официальную регистрацию. Вскоре в Пермской области появился второй кришнаитский центр, в городе Березники. В 1992 году пермские кришнаиты основали музыкальную группу «Ниргуна-шоу». С начала 1990-х годов в крае осуществляет свою деятельность гуманитарная миссия «Харе Кришна — пища жизни», в рамках которой кришнаиты собирают пожертвования, готовят и распространяют нуждающимся прасад (освящённую вегетарианскую пищу). По данным на 2000 год, в Перми и Березняках миссия поддерживала три благотворительные столовые.
По данным «Атласа современной религиозной жизни России», в 1990-е годы пермская община пережила несколько конфликтов с местными властями и родителями кришнаитов, оставивших учёбу и ушедших в ашрам. В результате, ашрам был преобразован в «учебно-просветительский центр», а его руководители объявили, что молодые люди больше не будут бросать учёбу и оставлять родительский дом.

### Ростовская область
В Ростове-на-Дону первые кришнаиты появились в конце 1980-х годов. К середине 1990-х годов в Ростовской области действовало уже 5 общин ИСККОН.
22 июня 1995 года группа русских национал-патриотов численностью в 20-25 человек устроила погром в храме ИСККОН в Ростове-на-Дону. Нападавшие разгромили храм, сломали алтарь, осквернили священную утварь, жестоко избили служителей храма и других верующих, собравшихся для проведения вечернего богослужения. Всего пострадало 25 последователей Кришны, 10 из которых получили тяжёлые телесные повреждения. Одна из жертв погрома, Эдуард Устинов, был госпитализирован в критическом состоянии с проломленным черепом. По информации самих кришнаитов, он несколько недель провёл в реанимации на грани жизни и смерти.
По данным правозащитных источников в нападении участвовали приверженцы ультранационалистических движений Русское национальное единство и Русский национальный собор, казаки и сторонники Либерально-демократической партии. Предварительное следствие установило, что организатором и одним из активных участников погрома был священник РПЦ Сергий (Разумцев), в то время служивший настоятелем Храма преподобного Серафима Саровского в Ростове-на-Дону. Отец Сергий не предстал перед судом, но был запрещён в служении. Другие участники погрома так и не были найдены.

### Свердловская область

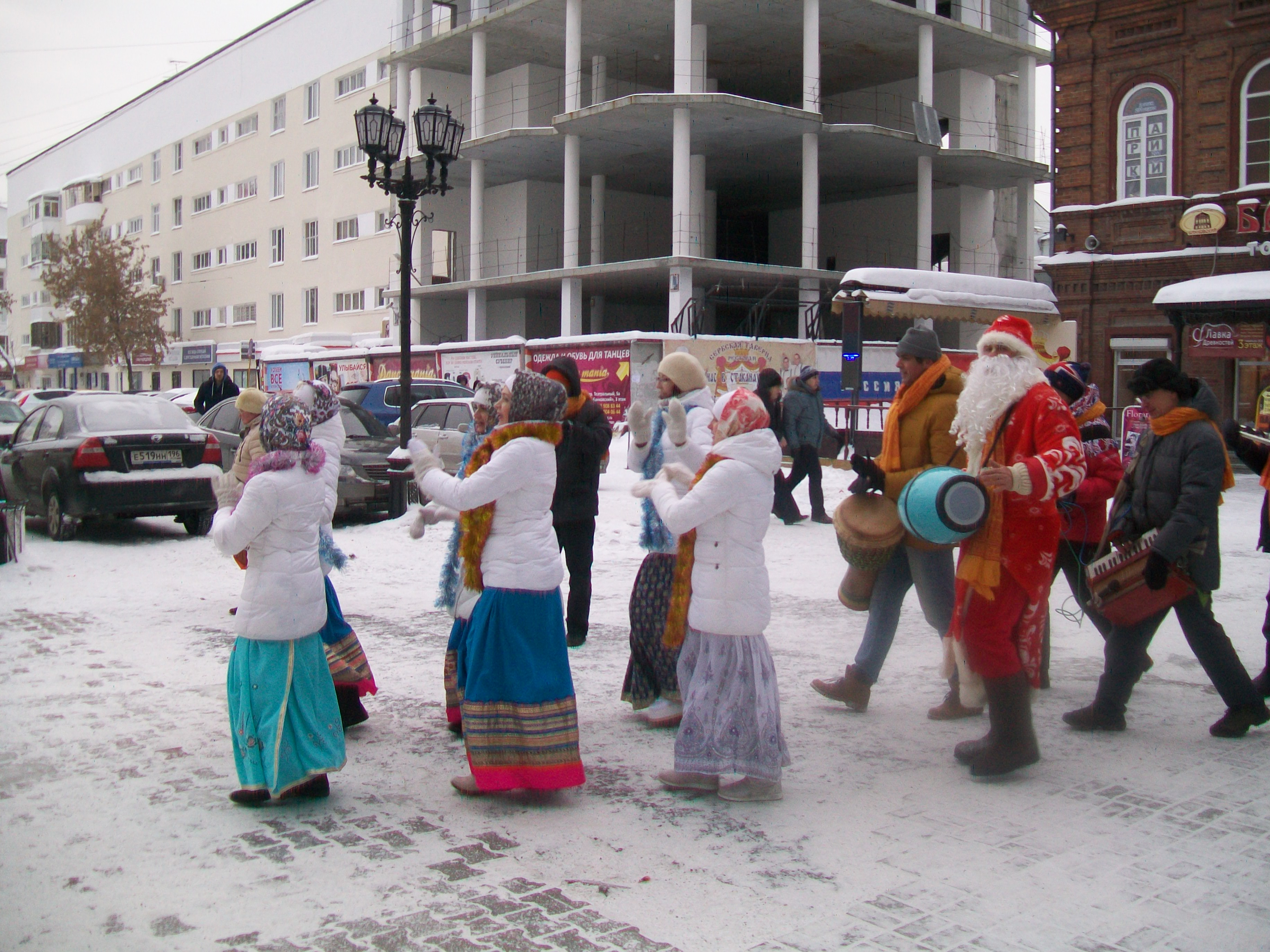
Кришнаитская процессия с Дедом Морозом в Екатеринбурге (2017 год)

Община ИСККОН в Екатеринбурге получила официальную регистрацию в 1990 году. В 1990-е годы кришнаитские общины появились также в Нижнем Тагиле и Каменске-Уральском. В 1992 году в Екатеринбурге была основана первая на Урале и третья в России гурукула (индуистская школа). Тогда же в городе появился кришнаитский детский кукольный профессиональный театр и начала проводиться благотворительная программа «Харе Кришна — пища жизни».

### Томская область

#### История. Миссионерская и благотворительная деятельность
Кришнаиты начали осуществлять свою деятельность в Томской области в 1991 году, после приезда в областной центр одного из ведущих кришнаитских проповедников. Первый год кришнаиты проводили религиозные собрания на частных квартирах. В 1992 году у них появился ашрам, располагавшийся в деревянном доме. Жившие в ашраме последователи Кришны «вели приближённый к монашескому образ жизни», активно занимались миссионерской деятельностью: распространяли духовную литературу и индуистскую религиозную атрибутику, проводили лекции и воскресные программы. В 1990-е годы в томской общине преобладали студенты, которые, параллельно с духовной практикой, учились в местных вузах. В 1996—1997 годах руководителем томской общины был А. Мироненко — один из первых томичей, обратившихся в гаудия-вайшнавизм. С 1998 года и по сей день функции лидера общины выполняет Энвер Измайлов (Бхактиведанта Садху Свами). Под его руководством в 2000 году томская община была зарегистрирована в качестве религиозной организации.
Община в основном состоит из людей с высшим образованием и студентов. Примерно в равном количестве представлены мужчины и женщины, молодёжь и люди среднего возраста. Меньше всего людей старшего возраста (50 лет и более). По данным на 2010 год томская община подразделялась на 15 небольших групп, так называемых нама-хатт, в каждую из которых входило примерно по 10 верующих. Собрания нама-хатт проводятся еженедельно на квартирах участников. Руководство общиной осуществляется двумя советами: советом лидеров нама-хатт (состоящим из старших членов общины, курирующих остальных верующих) и советом менеджеров, в который входят как старшие кришнаиты, так и другие члены общины. Именно этот совет занимается организационными и финансовыми вопросами. При необходимости, оба совета заседают совместно. Община поддерживается средствами, поступающими от продажи вайшнавской литературы и атрибутики, а также за счёт частных пожертвований своих членов, каждый из которых жертвует по мере своих возможностей.
У. Малахатько выделяет два основных направления деятельности томской общины ИСККОН: образовательная и благотворительная. На базе томского храма осуществляются внутренние и внешние проповеднические и образовательные программы. Внутренние программы предназначены для членов общины, внешние — для людей, интересующихся индийской культурой и религиями. Периодически проводятся лекции, семинары и тренинги, посвящённые вайшнавской культуре, основным вайшнавским писаниям. Также устраиваются уроки индийского танца и музыки. Врачи-кришнаиты осуществляют программу для беременных женщин, желающих рожать дома.
В 2004—2009 годах регулярно проводилась благотворительная программа «Харе Кришна — пища жизни», в рамках которой кришнаиты раздавали прасад нуждающимся. Помещение для проведения этой программы предоставила администрация Томска. В 2009 году деятельность томского филиала «Пищи жизни» прекратилась «из-за организационных сложностей, возникших в департаменте социальной защиты населения администрации Томской области».

#### Конфликт в связи со строительством кришнаитского поселения у дер. Кандинка
Как отмечал в 2012 году религиовед Сергей Иваненко, по оценке СМИ «одним из наиболее активных и фанатичных борцов» с кришнаитами и другими религиозными меньшинствами в России является руководитель миссионерского отдела Томской и Асиновской епархии РПЦ Максим Степаненко. По данным юриста и правозащитника Сергея Бурьянова, миссионерский отдел Томской епархии активизировал борьбу со своими «духовными конкурентами» в 2008 году, когда Степаненко опубликовал в Интернете списки «деструктивных тоталитарных сект», в которых, наряду с ИСККОН и буддийским центром Карма-кагью, числились структуры сетевого маркетинга, томский центр родительской подготовки к родам и центр хатха-йоги. Наряду со списками, миссионерский отдел разместил в томских СМИ информационные сообщения, в которых говорилось об опасности, исходящей от «тоталитарных деструктивных сект». Одним из основных объектов «информационной агрессии» миссионерского отдела стало Томское общество сознания Кришны.
В 2008—2011 годах в Томской области разгорелся крупный конфликт с участием кришнаитов и представителей РПЦ. Всё началось с того, что несколько семей томских кришнаитов купили около деревни Кандинка участок земли сельхозназначения, намереваясь в будущем изменить статус участка на землю для дачного строительства и построить посёлок из 57 домов-общежитий. Получив от главы Калтайского сельского поселения Идриса Галямова устные гарантии узаконить строительство, кришнаиты начали возводить дома и хозяйственные постройки.
Всё шло по плану до тех пор, пока о кришнаитской стройке не узнал Максим Степаненко. Он начал вести антикришнаитскую кампанию, которая, по оценке религиоведа Сергея Иваненко, стала «разжиганием ненависти к кришнаитам». 5-10 декабря 2008 года Степаненко провёл несколько собраний с жителями Кандинки, на которых описал ИСККОН как «опасную деструктивную секту» и утверждал, что кришнаиты занимаются противозаконной деятельностью, включая «убийства, торговлю наркотиками». Сергей Бурьянов отметил в связи с этим, что заявления Степаненко противоречили фактам, ведь за всю историю Томского общества сознания Кришны её члены не совершили ни одного уголовного преступления.
По оценке томского телеканала ТВ2, благодаря антикришнаитской деятельности Степаненко «среди мирных прежде соседей разгорелся конфликт на религиозной почве». Убеждённые аргументами томского миссионера, ряд наиболее обеспокоенных жителей Кандинки организовали «комитет противодействия сектантам». Девять жителей Кандинки подписали составленное Степаненко письмо губернатору Томской области Виктору Крессу, в котором говорилось о нежелании подписавшихся терпеть по соседству «поселение сектантов». По итогам «разъяснительных бесед» со Степаненко местные жители также приняли петицию, в которой говорилось о необходимости «отобрать земли» у кришнаитов и «сравнять с землёй» их постройки.
Конфликт дошёл до суда. Первый суд вынес решение в пользу кришнаитов, после чего появилась информация о том, что купленная кришнаитами земля подпадала под границы природного заказника. По данным телеканала ТВ2, кто и когда определил эти границы выяснить так и не удалось. Все последующие суды кришнаиты проиграли. В 2010 году суд постановил снести кришнаитские дома и 11 апреля 2011 года судебные приставы исполнили это решение. В мае 2011 года Департамент природных ресурсов Томской области отменил собственное решение, послужившее основанием для сноса кришнаитского поселения.
Инцидент подробно освещался томскими СМИ и вызвал значительную общественную реакцию. Так, уполномоченный по правам человека в Томской области Нелли Кречетова назвала снос домов кришнаитов «варварством», а индолог Ирина Глушкова сравнила невзгоды томских кришнаитов с судьбой их земляка, декабриста Гавриила Батенькова, 20 лет провёдшего в петербургской тюрьме и затем сосланного в Томск. По данным журналиста Lenta.ru Анны Поповой, в инциденте, возможно, приняла участие ФСБ. Сотрудники ведомства могли быть заинтересованы в изгнании кришнаитов в связи с тем, что всего в 300 метрах от кришнаитского поселения им бесплатно выделили землю.

### Тува
В Туве есть немногочисленная община кришнаитов, которая, однако, не имеет официальной регистрации. Первые кришнаиты появились в республике в 1990-е годы, но их проповедь не имела особого успеха. В 1997 году тувинские кришнаиты предприняли попытку зарегистрировать свою общину. Однако, это им не удалось, главным образом из-за малочисленности общины, членами которой тогда являлись всего около 10 человек. Как отмечают исследователи, миссионерская деятельность кришнаитов в Туве в первую очередь ориентирована на молодых людей. В республику «в поисках новых последователей» периодически приезжают кришнаитские миссионеры. Они проповедуют на улицах и в частных домах и квартирах. По оценке религиоведа Ольги Хомушку, кришнаиты оказывают «нерегулярное влияние» на религиозную жизнь в Туве.

### Тюменская область
В Тюменской области ИСККОН начал осуществлять свою деятельность в 1990 году, когда в областном центре проповедью гаудия-вайшнавизма занялись сёстры Новодольновы. В марте 1991 года в Тюмени появился первый кришнаитский ашрам, в котором изначально жили 4 человека. В том же году тюменский ИСККОН возглавил В. Б. Сокол, под руководством которого в 1992 году община прошла государственную регистрацию. Период наибольшей активности общины пришёлся на 1990-е годы. С 1991 по 2000 год из-за бурного роста числа последователей кришнаиты несколько раз сменили местоположение тюменского ашрама, который прошёл эволюцию «от квартиры до пионерского лагеря». В 1995 году в Тюмени уже насчитывалось около 80 кришнаитов.
В 1994 году лидер тюменских кришнаитов В. Б. Сокол основал «Институт ведической культуры», объявив основной целью его деятельности «научное осмысление ведического наследия» приверженцами гаудия-вайшнавизма в Тюмени. В 2000-е годы институт прекратил свою деятельность, так как кришнаиты посчитали его миссию «осуществлённой и завершённой».
В 1995 году в Тюмени начала свою деятельность благотворительная программа «Харе Кришна — пища жизни», в рамках которой кришнаиты регулярно раздавали вегетарианскую пищу нуждающимся. Во второй половине 1990-х годов община испытала серьёзные экономические трудности. Для поддержания общины тюменские кришнаиты основали кондитерскую фирму «Гауранга-лила», занимавшуюся изготовлением и продажей кондитерских изделий. Впоследствии фирма прекратила своё существование.
В 2000 году официально зарегистрированная в 1992 году община была упразднена, но собрания кришнаитов не прекратились. В 2006 году Тюменское общество сознания Кришны (ТОСК) прошло повторную регистрацию. Примерно тогда же ТОСК возглавил Павел Геннадьевич Дереча. В 2008 году тюменский ашрам, располагавшийся в частном доме, закрылся. Община продолжила развиваться в виде нама-хатт — малых общин верующих-мирян, домашних проповеднических центров. По данным на 2011 год, в Тюмени действовало три нама-хатты, еженедельно проводившие религиозные собрания. Кроме того, тюменские кришнаиты ежедневно собирались в частной квартире для проведения утренних богослужений.
В 2009 году тюменская община насчитывала около 150 членов, из которых около 50 человек были активными последователями ИСККОН. Община осуществляет свою деятельность в основном за счёт добровольных пожертвований, санкиртаны (распространения духовной литературы в обмен на денежные пожертвования) и продажи предметов индуистского культа. По воскресеньям кришнаиты проводят в Тюмени харинаму (шествия с музыкой, пением мантр и танцами). В 2008 году тюменская община начала регулярно проводить Ратха-ятру (праздник колесниц). В 2009 году этот фестиваль прошёл в Тюмени и двух других городах Тюменской области: Ялуторовске и Заводоуковске. Во всех трёх населённых пунктах кришнаитский праздник был приурочен к празднованию Дня города.
В 1999 году кришнаиты открыли в Тюмени магазин «Белый лотос», на базе которого в 2006 году возник «Центр духовных прикладных технологий Белый Лотос», которому суждено было стать одной из самых успешных программ тюменского ИСККОН. На проходившие в Центре заседания приходили тюменские учёные, преподаватели вузов; при Центре действовал киноклуб, в котором показывались фильмы для всех желающих. В конце 2007 года «Белый Лотос» прекратил свою деятельность. Ему на смену пришёл «Центр психологии и развития человека» (ЦЕПИР), в котором кришнаиты-специалисты по психологии и другим дисциплинам проводят семинары, лекции и «тренинги личностного роста».
В 2012 году община ИСККОН появилась в Сургуте. Её основал кришнаитский проповедник Владимир Слепцов (Вальмики Дас).

### Удмуртия
Община ИСККОН действует в столице Удмуртии г. Ижевске с 1990 года. В 1994 году на удмуртском языке были опубликованы четыре книги Бхактиведанты Свами Прабхупады: «По ту сторону рождения и смерти», «Лёгкое путешествие на другие планеты», «Шри Ишопанишад» и «Жизнь происходит из жизни». Перевод книг осуществил П. Лебедев. По данным на 2001 год, кришнаиты вели работу над переводом на удмуртский язык одного из своих главных канонических текстов — «Бхагавад-гиты как она есть».
В 2012 году в Ижевске произошёл инцидент, связанный с деятельностью кришнаитов. 22 мая полиция совершила рейд на публичную лекцию, которую кришнаиты проводили в здании одной из городских поликлиник. Стражи порядка прибыли по зову местных жителей, сообщивших о присутствии в округе «людей в странной одежде». Так как кришнаиты не имели разрешения на проведение публичного мероприятия, лидер ижевской общины был привлечён к административной ответственности по ст. 20.2. КоАП РФ «Нарушение установленного порядка организации либо проведения собрания, митинга, демонстрации, шествия или пикетирования».

### Челябинская область
Община ИСККОН в Челябинске была зарегистрирована в 1993 году. 24 марта 2000 года челябинская организация кришнаитов успешно прошла перерегистрацию. Её официальное название: «Челябинская городская организация общества сознания Кришны». На момент перерегистрации в 2000 году руководителем организации был Сергей Викторович Зелепугин. С 1998 года челябинский храм ИСККОН располагается в трёхэтажном кирпичном особняке, построенном на средства прихожан. По данным на 2009 год руководителем челябинской общины был Сергей Барабанов (Гуру Парампара Дас).

### Другие регионы
Согласно «Православной энциклопедии» в 1992 году кришнаитские общины появились во Владимирской области (в городах Владимир, Лакинск и Собинка) и в Волгоградской области. В 1993 году была зарегистрирована община в Белгородской области. В 1990-х годах, до своего самороспуска в 2000 году, существовала община кришнаитов в Республике Башкортостан. По данным на 2003 год, в Южном федеральном округе действовало восемь общин ИСККОН: в Ростовской области (Батайск), в Краснодарском крае (ст. Елизаветинская, Сочи, Цемдолина), в Ставропольском крае (Ставрополь, Ессентуки), в Северной Осетии (Владикавказ) и в Карачаево-Черкесии (пос. Курджиново).

## Международное общество сознания Кришны и другие религии и конфессии
Авторы справочника Российской академии государственной службы при Президенте РФ, посвящённого новым для России религиозным движениям, отмечают, что вайшнавы (последователи МОСК) с уважением относятся к представителям иных религий, ибо Бог един и верующим нечего делить: одна традиция исповедует Бога через одно его имя, другая — через другое. По мнению Владимира Шохина и Евгения Балагушкина, российские кришнаиты являются «примером толерантности в сфере межрелигиозных отношений», а их диалог с другими конфессиями «заметно выделяется своим позитивным значением на общем фоне межрелигиозных отношений в России». Шохин и Балагушкин также утверждают, что кроме ИСККОН, в России «нет другого [религиозного] объединения, столь заинтересованного во взаимопонимании между различными конфессиями страны». Религиовед Леонид Браславский, в свою очередь, отмечает, что «кришнаиты не отвергают другие вероучения и не вступают в конфликт с другими конфессиями». Браславский также утверждает, что российский ИСККОН установил и поддерживает отношения с руководителями российских мусульман, протестантов, католиков, буддистов, иудеев, а также некоторыми представителями Русской православной церкви. По мнению этого религиоведа контакты российских кришнаитов с другими религиозными объединениями направлены прежде всего на межконфессиональное сотрудничество в области благотворительности и на противостояние религиозной монополии. Религиовед Анна Ткачёва считает, что «кришнаитами становились и становятся преимущественно люди, сохранившие на глубинном уровне приверженность духу христианской традиции, однако оказавшиеся неспособными найти в церкви то, что им импонировало — активность, дух „общего дела“, некое религиозное и человеческое единение, облечённое в конкретные формы, бескомпромиссность в следовании идеалам».
Вместе с тем, религиовед и публицист Р. Н. Лункин считает, что несмотря на декларируемую открытость кришнаитов, их российский центр практически не контактирует с представителями других восточных учений: так, буддизм не считается религией вообще, а Агни-йога расценивается в качестве «младенческого учения».

### ИСККОН и Русская православная церковь
Русская православная церковь относится к кришнаитам и прочим новым религиозным движениям с недоверием и осуждением, считая их сектами. Официальная общецерковная оценка ИСККОН была дана РПЦ в принятом в декабре 1994 года определении Архиерейского собора «О псевдохристианских сектах, неоязычестве и оккультизме», в котором кришнаиты отнесены к числу «проповедников лжехристианства и псевдорелигий, приходящих с Запада и Востока». При этом в документе подчёркивается, что «противостояние ложным взглядам не должно сопровождаться нетерпимым отношением к самим носителям несовместимых с христианством учений».
По мнению британского историка религии Зоуи Нокса, одной из причин формирования негативного отношения РПЦ к кришнаитам стала озабоченность православных перед экспоненциальным ростом ИСККОН, который к середине 1990-х годов превратился чуть ли не в крупнейшее НРД на постсоветском пространстве. Религиовед Сергей Иваненко также полагает, что отрицательное отношение руководства РПЦ к кришнаитам было вызвано стремительным распространением кришнаизма в России в 1990-е годы и что быстрый рост ИСККОН стал одной из основных причин возникновения между ИСККОН и РПЦ противостояния, временами перерастающего в острые конфликты.
Востоковед Татьяна Дорофеева связывает «повышенный интерес» со стороны РПЦ к ИСККОН и другим НРД с деятельностью скандально известных НРД Аум Сенрикё и Белое Братство. По её мнению «трагедии, произошедшие на почве религиозного фанатизма, повлекли за собой всплеск антикультовой деятельности РПЦ». Оценивая критические высказывания со стороны РПЦ в адрес ИСККОН Дорофеева приходит к выводу, что хотя «отдельные критические замечания православных миссионеров в адрес МОСК справедливы», «значительная часть информации» о кришнаитах, распространяемая православными деятелями, «искажает факты». Дорофеева полагает, что «деятельность РПЦ, направленная против распространения вайшнавизма в России» играет позитивную роль в развитии ИСККОН, так как лидеры организации, в условиях повышенного внимания и критики, «вынуждены осознавать, признавать и решать накопившиеся внутренние проблемы, преодолевать асоциальные и маргинальные установки и повышать уровень духовного образования своих членов».
Сергей Иваненко считает, что на протяжении многих лет резко негативное отношение многих православных (как простых верующих, так и представителей духовенства) к кришнаитам является одним из самых проблемных аспектов межрелигиозных отношений в России.
```
Как отмечают Браславский и Катунин, православные выражают недовольство, в частности, тем, что кришнаиты в своей проповеди называют 
Иисуса Христа
 «сыном Кришны»
[
172
]
, проповедуют учение о 
реинкарнации
, бесплатно раздают 
прасад
 (посвящённую Кришне вегетарианскую пищу, которую православные считают 
идоложертвенной
)
[
171
]
.
```

Мы, участники V встречи Межправославного совещания Центров по изучению новых религиозных движений и деструктивных культов, посвящённой теме гуруизма, отмечая особую актуальность проблемы гуруизма для религиозного сознания современного человека, считаем необходимым заявить следующее: В рамках обсуждения проблемы гуруизма мы неоднократно обращали внимание на авторитетную в сектантской среде книгу «Бхагавад-Гита как она есть». Эта книга была написана гуру-основателем тоталитарной секты «Международное общество сознания Кришны» Абхаем Чараном Де, более известным как Бхактиведанта Свами Прабхупада. Обращаем внимание на то, что в комментариях Прабхупады, из которых состоит большая часть объёма книги, содержится много высказываний, которые могут быть расценены как человеконенавистнические, дискриминационные, унижающие честь и достоинство человека, оскорбляющие его религиозные чувства. Мы подчёркиваем, что речь идёт только о комментариях Прабхупады, а не о классическом индийском эпосе, входящем в сокровищницу мировой литературы. Мы убеждены, что те многие уголовные преступления, которыми «прославилось» «Международное общество сознания Кришны» были вдохновлены этими самыми комментариями Прабхупады, что указывает на их несомненный деструктивный потенциал.
Сергей Иваненко и Татьяна Дорофеева выделяют внутри РПЦ два основных подхода к ИСККОН, индуизму и другим «нетрадиционным» религиям и их последователям: «конфронтационный» и «миссионерский». Иваненко отмечает, что представители конфронтационного, или антисектантского подхода, относятся к «нетрадиционным» религиозным организациям и движениям крайне отрицательно, именуя их «тоталитарными сектами», описывая их духовных лидеров как мошенников и преступников, а последователей — как жертв обмана, «зомбирования» и «промывания мозгов». Сторонники и активисты православного антисектантского движения «используют оскорбительный тон критики» в отношении кришнаитов и других «сектантов», принципиально отказываются от диалога с ними, занимаются сбором компромата и лоббируют в государственных органах ограничение или запрет на деятельность ИСККОН и прочих «тоталитарных сект».
По мнению С. Иваненко и Т. Дорофеевой, одним из самых известных сторонников «конфронтационного подхода» является Александр Дворкин, который пользуется поддержкой со стороны ряда епископов и руководителей некоторых синодальных отделов РПЦ. В своей книге «Сектоведение. Тоталитарные секты» (2000), написанной как учебник для учебных заведений РПЦ, Дворкин характеризует ИСККОН как «псевдоиндуистскую синкретическую прозелитствующую постмодернистскую неоязыческую тоталитарную секту», которая «основана в Америке и, несмотря на индийские одежды, замешена на западной поп-философии и массовой культуре и действуют по западным принципам маркетинга». По мнению Дворкина «существует негласный договор между ведущими сектами (мунитами, сайентологами, кришнаитами, иеговистами и др.) о разделении сфер влияния: скажем, муниты работают в области образования, сайентологи рвутся в военную промышленность и административные структуры, кришнаиты налаживают связи с пищевой и фармацевтической промышленностью…». Дворкин также утверждает, что «по учению Кришны, животных убивать нельзя, то людей убивать вполне можно, а бывает, что и нужно особенно если они принадлежат к породе ненавидящих Кришну демонов». Дворкин пишет, что основатель ИСККОН Прабхупада приехал проповедовать «сознание Кришны» на Запад из-за своего «неуёмного честолюбия, вытекающего из необузданной, воистину дьявольской гордыни» и посвящает несколько подразделов своей книги описанию «криминального прошлого» ИСККОН. Он также критикует кришнаитов за «нечистоплотные» приёмы, применяемые ими при распространении религиозной литературы. Однако в статье в «Большой Российской энциклопедии» 2012 года Дворкин описывает ИСККОН в гораздо более сдержанных тонах — как «неоиндуистскую религиозную организацию, члены которой исповедуют вестернизированный кришнаизм».
Согласно Иваненко, сторонники миссионерского подхода в РПЦ следуют принципу «миссионерской открытости», стремятся доказать богословскую несостоятельность «сектантских учений», индуизма и других нехристианских религиозных традиций, донести до последователей иных вероучений преимущества православия и, в конечном счёте, обратить или возвратить «заблудших душ» в лоно РПЦ. При этом миссионеры стараются воздерживаться от использования оскорбительных эпитетов в адрес своих религиозных оппонентов. К числу наиболее известных представителей миссионерского подхода Иваненко относит доцента Московской духовной академии Романа Коня и миссионера Олега Стеняева, возглавляющего Центр по реабилитации жертв нетрадиционных религий имени А. С. Хомякова. По мнению Дорофеевой, наиболее заметными представителями миссионерского подхода являются П. В. Феоктистов и О. В. Стеняев.
Материалы результатов медицинских и социологических исследований, проведённых в кришнаитских общинах и предоставленные психиатрами и социологами в сектор межрелигиозных связей Отдела внешних церковных сношений Московского Патриархата, позволяют сделать вывод, что кришнаизм трудно назвать «деструктивной» сектой, занимающейся «зомбированием» своих последователей. Факты свидетельствуют, что чаще всего кришнаитами становятся те, кто оказался в «духовном вакууме», кто утратил или не сумел приобрести подлинную церковность, кто в силу разных причин увлёкся заманчивой философией и йогой. Кришнаиты, как и многие секты различного толка, используя отработанные методы психологического воздействия и религиозную неграмотность большинства людей посткоммунистического общества, навязчиво предлагают своё учение.
В истории отношений православных к кришнаитам также имели место случаи, когда более терпимо настроенные к «язычникам» и «сектантам» представители РПЦ предпринимали попытки найти точки соприкосновения христианства с гаудия-вайшнавизмом. Например, в 1996 году в Московском государственном университете состоялся «круглый стол» «Неоориентализм и христианство», на котором ряд православных богословов отметили, что «ведическая религия из всех восточных религий наиболее близка христианству и бхакти-йоге, йоге любви, имеет много общего с христианской мистической аскезой, также у нас много и других точек соприкосновения с сознанием Кришны». Тогда же, в середине 1990-х годов, в рамках организованной кришнаитами межрелигиозной образовательной программы Олег Стеняев провёл серию лекций по православию в московском храме ИСККОН и гурукуле (вайшнавской школе-интернате). Позднее Стеняев два раза принимал участие в дискуссиях с духовными лидерами ИСККОН на кришнаитской радиостанции «Кришналока». Кроме того, группа кришнаитов нанесла визит в Троице-Сергиеву лавру, где в Московской духовной академии профессор А. И. Осипов прочитал им лекцию по православию. 16 августа 2004 года представители руководства российского ИСККОН Сергей Зуев и Максим Осипов, а также американский индолог-кришнаит Рави Гупта, провели религиозный диспут с Олегом Стеняевым и Андреем Кураевым.
В середине 2000-х годов планы российских кришнаитов возвести огромный храм (ведический центр) в Москве вызвали протесты со стороны деятелей православного антисектантского движения, православных общественных организаций и отдельных епископов РПЦ. Епископ Уфимский и Стерлитамакский Никон направил мэру Москвы Юрию Лужкову открытое письмо, в котором призвал не допустить возведения в православной Москве «языческого капища» и объявил Кришну «злым демоном, персонификацией сил ада, противостоящих Богу». Слова епископа вызвали возмущение как российских кришнаитов, так и индуистов в Индии.
Позиция самих кришнаитов по поводу РПЦ также неоднозначна. Российское руководство ИСККОН, пишет Роман Лункин, различает православие и РПЦ, если первое есть духовная культура, прославленная именами Сергия Радонежского и других святых, то Московский патриархат — организация, в которой присутствуют советские порядки и борьба за власть, традиция, которая «больше не рождает святых». Тем не менее, в принятой позднее «Декларации принципов государственно-конфессионального диалога и социального служения российских вайшнавов» от 26 марта 2017 года ИСККОН в России заявило: «Мы пользуемся возможностью засвидетельствовать своё глубокое уважение Русской Православной Церкви, огромные заслуги которой перед русским народом и всем российским обществом безоговорочно признаём, а также выразить своё уважение другим традиционным религиям. Вайшнавы рассматривают диалог с Церковью и другими традиционными религиями как возможность достижения взаимопонимания и доверия. Мы видим в таком межрелигиозном диалоге возможность слушать других и учиться у них вере и преданности».

### ИСККОН и неоязычество
В своей проповеди российские кришнаиты утверждают, что культ Кришны вовсе не является новым явлением для России, ведь ведическая культура, по их мнению, существовала на русской земле задолго до прихода христианства, и в славянском язычестве были божества «Вышень»/Вишну и «Крышень»/Кришна. Есть основания говорить о влиянии кришнаизма на сложение идеологии славянского неоязычества и, в частности, родноверия в России, провозглашающего арийство славян и их древние «ведические» знания.

### Связь российского ИСККОН с Индией и другими индуистскими конфессиями
Как отмечают Шохин и Балагушкин, российские кришнаиты стремятся поддерживать тесную связь с Индией и индуистскими традициями. Индуисты, посещающие Россию, отправляют свои религиозные нужды в кришнаитском храме в Москве, а из самой Индии российским последователям Кришны поступают пожертвования. Индийские государственные деятели не раз похвально отзывались о деятельности ИСККОН в мире и, в частности, в России. Так, в ноябре 2003 года, во время своего официального визита в Россию, премьер-министр Индии Атал Бихари Ваджпаи поблагодарил российских кришнаитов за «ценный вклад в укрепление культурных и духовных связей» между Россией и Индией. 4 ноября 2011 года президент Индии Пратибха Патил направила российским кришнаитам послание по случаю 40-летия ИСККОН в России. В послании отмечалось, что «на протяжении нескольких последних десятилетий Международное общество сознания Кришны играет важную роль в популяризации благородного и вечного послания Шримад Бхагавад-гиты и содействует установлению духовной гармонии во многих странах мира».
Однако, в силу своего понимания индуизма, кришнаиты ИСККОН резко критикуют различные неоиндуистские, неоведантистские течения (Вивекананда и другие), считая их «деградировавшими приспособленцами» к западному образу жизни и секулярной философии. Критике в качестве «псевдовайшнавских» подвергаются и родственные ИСККОН и существующие поныне в Бенгалии традиции гаудия-вайшнавских наследственных брахманов-«госвами» и тантрической вайшнавской сахаджии, последняя за её буквальное, телесно-сексуальное, а не духовное понимание любовных «игр Кришны».

## Комментарии
1. ↑  ISKCON, ИСККОН — английская аббревиатура Международного общества сознания Кришны.
2. ↑  Ряд исследователей причисляют ИСККОН к неоиндуизму (неокришнаизму).
3. ↑  Ольга Юрьевна Жуковец по данным на 2012 год была старшим преподавателем кафедры «Профессиональной педагогики психологии и культурологии» Государственного морского университета имени адмирала Ф. Ф. Ушакова в Новороссийске.
4. ↑  В некоторых источниках утверждается, что Прабхупаду пригласила Академия наук СССР. Григорий Котовский полагал, что у него была транзитная виза.
5. ↑  По данным В. В. Дворникова, первыми украинскими городами, в которых появились группы последователей Кришны, стали Винница, Николаев и Чернигов. Дворников, 2003, с. 102—103
6. ↑  В УК РСФСР было две статьи (142 и 227), допускавшие преследования за религиозную деятельность и тем самым грубо нарушавшие права и свободы человека.
7. ↑  В марте 1992 года американская журналистка Стефани Саймон следующим образом описала кришнаитский ашрам на Беговой: «В доме на северо-западе Москвы живут около 100 кришнаитов. Маленькая комната с картонными матрасами для поклонов во время молитв выполняет для них сразу две функции: места для богослужений и столовой. Преданные едят, повторяя кришнаитскую мантру». Simon, March 8, 1992
8. ↑  Василий Рюрикович Тушкин. Духовное имя — Враджендра Кумар Дас. Родился в 1960 году во Владивостоке. В 1983 году окончил Восточный факультет Дальневосточного государственного университета. В 1983—1989 годах работал в Дальневосточном морском пароходстве. С 1989 года занимается проповедью гаудия-вайшнавизма.
9. ↑  Как отмечает С. М. Дударенок, «в 1998 году процедура приёма в Общество Сознания Кришны в общинах Дальнего Востока была проста: человек воспевал 16 кругов маха-мантры, посещал синкиртаны и мог считать себя полноправным вайшнавом».

### На русском
- Абаева Л. Л. История формирования этноконфессиональной ситуации в Бурятии // Религия в истории и культуре монголоязычных народов России / Составитель и отв. ред. Н. Л. Жуковская. — М.: Восточная литература, 2008. — С. 37—57. — 319 с. — 800 экз. — ISBN 978-5-02-036346-5.
- Авьюцкий В. Конфессиональная геополитика на юге России и Северном Кавказе // Россия и мусульманский мир. — 2004. — № 3. — С. 29—40.
- Анайбан З. В., Донахо Б., Харитонова В. И. Этнические процессы в современной Республике Тыва/Тува: 1990—2007 гг // Тюркские народы Восточной Сибири / Отв. ред. Д. А. Функ, Н. А. Алексеев. — М.: Наука, 2008. — С. 153—204. — 422 с. — (Народы и культуры). — 800 экз. — ISBN 978-5-02-035988-8.
- Андреева О. В поисках духовности // Международная жизнь. — 1994. — № 7—8. — С. 135—138.
- Андропов Ю. В. Памятные послания: Из записки председателя КГБ Ю. В. Андропова в ЦК КПСС // Коммерсантъ-Власть. — 10 августа 2009. — № 31 (835).
- Аюрова Н. А. Этноконфессиональная картина республики Бурятия // Межконфессиональные отношения на Дальнем Востоке России на рубеже тысячелетий / Составитель А. В. Дмитренко. — Владивосток: Издательство Дальневосточного университета, 2002. — С. 39—49. — 210 с. — 200 экз.
- Балагушкин Е. Г. Нетрадиционные религии в капиталистических странах Запада и их влияние на молодёжь. — М.: Издательство Московского университета, 1980. — 104 с. — 700 экз. Архивировано 2 апреля 2013 года.
- Балагушкин Е. Г. Критика идеологии и практики современного кришнаизма. — М.: Знание, 1984. — 64 с. — (Новое в жизни, науке, технике. Научный атеизм). — 47 000 экз.
- Балагушкин Е. Г. Критика современных нетрадиционных религий: истоки, сущность, влияние на молодёжь Запада. — М.: Издательство Московского университета, 1984. — 288 с. — 12 300 экз.
- Балагушкин Е. Г. Новые религии как социокультурный и идеологический феномен // Общественные науки и современность. — 1996. — № 5. — С. 90—100.
- Балагушкин Е. Г. Общество Сознания Кришны (кришнаиты, вайшнавы) // Религии народов современной России / Отв. ред. М. П. Мчедлов. — М.: Республика, 1999. — С. 314—317. — 623 с. — 6000 экз. — ISBN 5-250-02708-3.
- Балагушкин Е. Г. Проблемы морфологического анализа религий. — М.: Институт философии РАН, 2003. — 218 с. — 500 экз. — ISBN 5-201-02140-9.
- Балагушкин Е. Г., Шохин В. К. Религиозный плюрализм в современной России: новые религиозные движения на постсоветском этапе // Мир России. — 2006. — Т. 15, № 2. — С. 62—78.
- Батищева, Галина. Духовный путь преданных // Сургутская трибуна. — 29 декабря 2012. — № 246 (12577).
- Бачина, Мелани. Кришнаит — значит, экстремист? // Радио «Свобода». — 20 марта 2012.
- Башлыков Т. В. Тенденции развития религиозной ситуации на территории Магаданской области в 2000-2006 гг. — Магадан: Кордис, 2006. — 79 с. — 150 экз. — ISBN 5-89678-140-7.
- Белая книга. О нарушениях свободы совести в Российской Федерации (1994-1996) / Отв. ред. Л. С. Левинсон. — М.: Аллегро-Пресс, 1997. — 139 с. — ISBN 5878590158.
- Белгородская область // Православная энциклопедия. — М.: Церковно-научный центр «Православная энциклопедия», 2002. — Т. IV. — С. 508—509. — 752 с. — 39 000 экз. — ISBN 5-89572-009-9.
- Борисова А. Н. Вайшнавские общины в России: социологический анализ // Религии России: проблемы социального служения / Под общ. ред. Д. В. Мухетдинова. — Н. Новгород: Медина, 2011. — С. 235—238. — 622 с. — ISBN 978 −5-9756-0080-6.
- Браславский Л. Ю. Религиозные и оккультные течения в Чувашии. — Чебоксары: Издательство «Чувашия», 2000. — 374 с. — 2000 экз. — ISBN 5-86765-170-3.
- Брежнев В. В. Какие религиозные конфессии функционируют на Дону? // Донская история в вопросах и ответах / Под ред. Е. И. Дулимова и С. А. Кислицына. — Ростов-на-Дону: Издательство Донского юридического института, 1997. — Т. 1. — С. 388—398. — 480 с. — 15 000 экз.
- Бураева О. В. Религиозные организации в Бурятии // Россия и Восток: взгляд из Сибири в начале тысячелетия / Отв. ред. В. И. Дятлов. — Иркутск: Оттиск, 2002. — С. 199—204. — 319 с.
- Бурба Д. Б. Русская религиозная философия и ведическое знание // Россия и современный мир. — 1996. — № 2. — С. 99—107. Архивировано 18 июля 2016 года.
- Бурьянов С. А. Нарушения права на свободу убеждений, совести и религии: религиозная дискриминация, ксенофобия, нетерпимость, и насилие на их почве (на примере событий 2005 — начала 2006) // Свобода убеждений, совести и религии в современной России / Составитель и общ. ред.: С. А. Бурьянов, Н. В. Костенко. — М.: Московская Хельсинкская группа, 2007. — С. 107—129. — 272 с. — ISBN 5-98440-035-9.
- Бурьянов С. А. Свобода убеждений, совести и религии // Права человека в Российской Федерации: Сборник докладов о событиях 2008 года / Составитель Д. Мещеряков. — М.: Московская Хельсинкская группа, 2009. — С. 98—188. — 378 с. — ISBN 5-98440-042-1.
- Валеева М. Г. Башкортостан // Православная энциклопедия. — М.: Церковно-научный центр «Православная энциклопедия», 2002. — Т. IV. — С. 403—405. — 752 с. — 39 000 экз. — ISBN 5-89572-009-9.
- Васильев В. К., Кузин О. С., Угрюмов В. Б. Кто есть кто в Санкт-Петербурге. — СПб.: КультИнформПресс, 1999. — 368 с. — 5000 экз. — ISBN 5-289-01921-9.
- Ватман С. В. Бенгальский вайшнавизм / Под ред. С. В. Пахомова. — СПб.: Издательство С.-Петербургского университета, 2005. — 403 с. — ISBN 5-288-03579-2.
- Ватман С. В. Современный вайшнавизм: история и вероучение // Свобода совести в России: исторический и современный аспекты. Сборник статей. Выпуск 8 / Составитель и общ. ред.: Е. Н. Мельникова, М. И. Одинцов. — Российское объединение исследователей религии. — М., 2010. — С. 5—35. — 398 с. — ISBN 978-5-9902187-1-0.
- В дни фестиваля ведической культуры в Анапе противники вайшнавов решили «утопить нечисть в море» // NEWSru.com. — 6 октября 2005.
- Верховский А. М., Папп А., Прибыловский В. Политический экстремизм в России. — М.: Институт экспериментальной социологии, 1996. — 356 с. — ISBN 5-87637-043-6.
- Верховский А. М., Прибыловский В. В., Михайловская Е. В. Национализм и ксенофобия в российском обществе. — М.: Панорама, 1998. — 204 с. — ISBN 5-85895-032-9.
- Викторова А. Время подводить итоги // Пределы светскости / Составитель А. М. Верховский. — М.: Центр «Сова», 2005. — С. 213—225. — 268 с. — 1500 экз. — ISBN 5984180030.
- Вишневская Ю. Движение Харе Кришна в Советском Союзе // Радио Свобода: исследовательский бюллетень. — Мюнхен: Радио «Свобода», 1985. — Вып. 41.
- Вишневская Ю. На суде над пятью кришнаитами в посёлке Курджиново // Радио Свобода: исследовательский бюллетень. — Мюнхен: Радио «Свобода», 1986. — Вып. 39.
- В Карачаево-Черкессии оправдан кришнаит, обвинявшийся по «закону Яровой» за распространение религиозной литературы // NEWSru.com. — 15 августа 2016.
- Волков Ю. Г., Добреньков В. И. Возрождение религии в России // Религии народов современной России. Словарь / Отв. ред. М. П. Мчедлов. — М.: Республика, 1999. — С. 64—66. — 624 с. — 6000 экз. — ISBN 5250027083.
- В Черкесске на кришнаита завели первое дело по «пакету Яровой» // Lenta.ru. — 11 августа 2016.
- Где добровольцы помогали властям. История вопроса // Коммерсантъ. — 16 июля 2012. — № 128 (4913).
- Гибель Саркиса Оганджаняна // Материалы самиздата. — Мюнхен: Архив Самиздата, Радио Свобода, 1988. — Вып. 13 (АС № 6172).
- Гинзбург А. И. Сознание Кришны и Горбачёв // Русская мысль. — 12 июня 1987. — № 3677. — С. 1—2.
- Глушкова И. П. О памятниках Гавриилу Батенькову, дяде Коле и «Бхагавад-гите» // Ежедневный журнал. — 29 марта 2012.
- Государственная национальная политика и государственно-конфессиональные отношения в субъектах Российской Федерации в 2004 году / Ред. совет: М. Н. Пономарёв (рук.) и др.. — М.: Проспект, 2005. — Т. I. — 219 с. — ISBN 5-98597-032-9.
- Государственная национальная политика и государственно-конфессиональные отношения в субъектах Российской Федерации в 2004 году / Ред. совет: М. Н. Пономарёв (рук.) и др.. — М.: Проспект, 2005. — Т. II. — 473 с. — ISBN 5-98597-033-7.
- Григорьева Л. И. Свобода совести и актуальные проблемы государственно-правового регулирования деятельности новейших нетрадиционных религиозных объединений. — Красноярск: РИО КГПУ, 1999. — 405 с. — 500 экз.
- Григорьева Л. И. Новые религиозные движения в современной России // Личность, творчество и современность: сборник научных трудов / Отв. ред. Д. Д. Невирко. — Красноярск: СибЮИ МВД России, 2005. — Вып. 8. — С. 48—65. — ISBN 5-7889-0102-2.
- Гусева Н. Р. Индуизм. История формирования. Культовая практика. — М.: Наука, 1977. — 327 с.
- Дагис, Саулюс. Индийские парадоксы // Диа-Логос. — 1998. — С. 183—200.
- Дворкин А. Л. Международное общество сознания Кришны // Большая Российская энциклопедия: в 30 т / науч.-ред. совет: пред. Ю. С. Осипов и др.. — М.: Большая Российская энциклопедия, 2012. — Т. 19 Маниковский — Меотида. — 767 с. — 60 000 экз. — ISBN 978-5-85270-353-8.
- Дворников В. В. Новые религиозные движения на Украине во второй половине XX века в работах советских исследователей // Церковь, государство и общество в истории России XX века. — Иваново: Ивановский государственный университет, 2003. — С. 100—104. — 411 с. — 200 экз.
- Дело В. А. Суховой // Материалы самиздата. — Мюнхен: Архив Самиздата, Радио Свобода, 1983. — Вып. 17 (АС № 4905).
- Дерягина Е. Э. К вопросу о традиционности российского кришнаизма // Государство, религия, Церковь в России и за рубежом. — М.: РАГС при Президенте РФ, 2009. — Вып. 4. — С. 105—112.
- Дерягина Е. Э. К проблеме традиционности вайшнавизма на Западе и в России // Молодёжь и наука XXI века. Материалы X всероссийской научно-практической конференции студентов, аспирантов и молодых учёных, посвящённой 85-летию со дня рождения В. П. Астафьева и 100-летию со дня рождения Л. В. Киренского. Красноярск, 28-29 мая 2009 г. В 2 томах. — Красноярск: КГПУ имени В. П. Астафьева, 2009. — Т. 1. — С. 143—145. — 200 экз. (недоступная ссылка)
- Дерягина Е. Э. Вайшнавизм: процессы трансформации и модернизации в России на рубеже XX-XXI вв / автореферат дис. ... кандидата философских наук : 09.00.13. — Омск: Ом. гос. пед. университет, 2009. — 16 с. (копия)
- Дорофеева, Т. В. Особенности миссионерской деятельности Международного Общества Сознания Кришны в современной России // Религиоведение. — Амурский государственный университет, 2015. — Т. 4. — С. 95—100. — ISSN 2072-8662.
- Дударенок С. М. Религиозная ситуация на российском Дальнем Востоке: история и современность // Россия и АТР. — 2004. — № 2. — С. 130—140. Архивировано 5 марта 2016 года.
- Дударенок С. М. Нетрадиционные религии на Дальнем Востоке: история и современность. — Владивосток: Издательство Дальневосточного университета, 2004. — 530 с. — 500 экз. — ISBN 5744416404.
- Дьяченко О. В. Новые религиозные объединения. — Мозырь: Белый ветер, 1998. — 151 с. — 500 экз. — ISBN 985-447-001-6.
- Жуковец О. Ю. Новые религиозные движения в России: Сайентологическая церковь, Движение объединения, российское Общество сознания Кришны (недоступная ссылка — история) // Культура и религия. — 2012. — № 1 (5). — С. 1—19.
- Загребина И. В. Первые «жертвы» закона Яровой. От слежки до доносительства один шаг // Адвокатский кабинет И. Загребиной. — 7 августа 2016.
- «За которое из добрых дел хотите побить»: В Ростове-на-Дону разгромлен храм Общества сознания Кришны // Новое время. — 1995. — № 29. — С. 38.
- Зорин С. И. и др. Просьба 38 кришнаитов в Верховный Совет СССР о содействии в регистрации общин кришнаитов и об освобождении незаконно осуждённых единоверцев // Материалы самиздата. — Мюнхен: Архив Самиздата, Радио Свобода, 1986. — № 17 (АС № 5676).
- Зуев С., Дрёмова Г. «Я обрёл свою веру» // Наука и религия. — 1990. — № 10. — С. 29.
- Иваненко С. И. Кришнаиты в России. Правда и вымысел. — М.: Философская книга, 1998. — 296 с. — 1500 экз. — ISBN 5820500032.
- Иваненко С. И. Кришнаиты в России // Свобода совести в России: исторический и современный аспекты. Выпуск 1 / Составитель и общ. ред.: Е. Н. Мельникова, М. И. Одинцов. — М.: Российское объединение исследователей религии, 2004.
- Иваненко С. И. Проблемы обеспечения свободы совести в современной России для религиозных меньшинств и духовных движений, имеющих индуистские корни // Свобода совести в России: исторический и современный аспекты. Выпуск 5 / Составитель и общ. ред.: Е. Н. Мельникова, М. И. Одинцов. — М.: Российское объединение исследователей религии, 2007. — С. 489—500. — 560 с. — 1000 экз.
- Иваненко С. И. Вайшнавская традиция в России: история и современное состояние. Учение и практика. Социальное служение, благотворительность, культурно-просветительская деятельность. — М.: Философская книга, 2008. — 320 с. — 2000 экз. — ISBN 978-5-902629-41-2.
- Иваненко С. И. Русская православная церковь, индуизм, Общество сознания Кришны: есть ли предпосылки для налаживания конструктивных взаимоотношений? // Свобода совести в России: исторический и современный аспекты. Выпуск 7 / Редкол.: М. И. Одинцов, Н. И. Щемелева, Л. А. Ли. — СПб.: Российское объединение исследователей религии, 2009. — С. 289—307. — 396 с. — ISBN 9-785-98187-354-6.
- Иваненко С. И. Проблема оценки степени авторитетности Международного общества сознания Кришны с точки зрения религиоведческих критериев // Свобода совести в России: исторический и современный аспекты. Сборник статей. Выпуск 8 / Составитель и общ. ред.: Е. Н. Мельникова, М. И. Одинцов. — Российское объединение исследователей религии. — М., 2010. — С. 36—48. — 398 с. — ISBN 978-5-9902187-1-0.
- Иваненко С. И. Современное состояние Общества сознания Кришны в России // Russian Review. — Февраль-март 2012. — Вып. 56. Архивировано 11 ноября 2014 года.
- Иваненко С. И. Вторжение антикультизма в государственно-конфессиональные отношения в современной России. — СПб.: Древо жизни, 2012. — 52 с. — 1000 экз. — ISBN 978-5-91470-031-4.
- Иваненко С. И. Новые религии восточного происхождения в российском социуме // ReligioPolis. — 19 декабря 2012.
- Игнатьев И. П. Как стать буддой?. — Л.: Лениздат, 1991. — 112 с. — 30 000 экз. — ISBN 5-289-00567-6.
- Именной указатель к АС № 5676, 5680 // Материалы самиздата. — Мюнхен: Архив Самиздата, Радио Свобода, 1986. — № 17.
- Как я пришёл в сознание Кришны... Сборник писем и историй. — Омск: Поиск, 2005. — 592 с. — 1000 экз.
- Кассис В. Б., Колосов Л. За фасадом разведок. — Минск: Вышэйшая школа, 1986. — 335 с. — 50 000 экз.
- Катунин Ю. А., Тамамян Н. В. Индуизм и христианство: различия, точки соприкосновения, синтез (недоступная ссылка — история) // Культура народов Причерноморья. — 2002. — Т. 1, № 48. — С. 86—91.
- Катунин Ю. А., Тамамян Н. В. Современное положение международного Общества сознания Кришны: взаимоотношения с христианским и мусульманским миром (недоступная ссылка — история) // Культура народов Причерноморья. — 2006. — № 83. — С. 108—110.
- Кацер Ж. У. Традиция учения Кришны в России: от Петра Великого до наших дней // Свобода совести в России: исторический и современный аспекты. Сборник статей. Выпуск 8 / Составитель и общ. ред.: Е. Н. Мельникова, М. И. Одинцов. — Российское объединение исследователей религии. — М., 2010. — С. 57—58. — 398 с. — ISBN 978-5-9902187-1-0.
- Кашина А. Н. Общество сознания Кришны // Государственно-конфессиональные отношения и религиозные объединения в Тюменской области: Справочник / Под ред. В. П. Клюевой. — Тюмень: Печатный дом «Тюмень», 2009. — С. 159—166. — 304 с. — 1000 экз. — ISBN 978-5-903741-02-1.
- Кейзеров Н. М., Ножин Е. А. Идеологическая борьба: Вопросы и ответы. — М.: Политиздат, 1987. — 256 с. — 200 000 экз.
- Кельмаков В. К. К истории удмуртского и пермского языкознания: Хрестоматия по курсу «История изучения удмуртского языка». — Ижевск: Издательский дом «Удмуртский университет», 2002. — 445 с. — 500 экз. — ISBN 5-7029-0366-8.
- Кнорре Б. К. Индуизм в России // Современная религиозная жизнь России. Опыт систематического описания / Отв. ред.: М. Бурдо, С. Б. Филатов. — М.: Логос, 2006. — Т. IV. — С. 351—362. — 366 с. — 2000 экз. — ISBN 5-98704-057-4.
- Кнорре Б. К. Индуизм: от глобалистской адаптации — к альтернативному глобалистскому проекту // Религия и глобализация на просторах Евразии / Под ред. А. В. Малашенко и С. Б. Филатова. — 2-е изд.. — М.: Российская политическая энциклопедия (РОССПЭН); Московский Центр Карнеги, 2009. — С. 256—294. — 341 с. — 2000 экз. — ISBN 978-5-8243-1153-2.
- Козин В., Шилов Н. Республика Мордовия. Модель этнологического мониторинга / Ред. В. В. Степанов. — М.: Институт этнологии и антропологии РАН, 2002. — 100 с. — 300 экз.
- Козлов А. В позе лотоса — 3, или пятнадцать лет спустя (недоступная ссылка — история) // Уральский рабочий. — 1997.
- Колосницын В. И., Медведев А. В. Религии Урала // Уральская историческая энциклопедия / Гл. ред. В. В. Алексеев. — 2-е изд., перераб. и доп.. — Екатеринбург: Академкнига, 2000. — 637 с. — 2000 экз. — ISBN 5-93472-019-8.
- Колымагин Б. Искушение культурой: проблемы взаимодействия церкви и культуры в современной России. — М.: Русский импульс, 2008. — 280 с. — 400 экз. — ISBN 5-90252534-9.
- Корнева, Юлия. Борьба томских кришнаитов за место под солнцем (недоступная ссылка — история) // Агентство новостей «ТВ2». — 20 августа 2011.
- Котовский Г. Г. Моя встреча со Шрилой Прабхупадой // Вайшнавизм: открытый форум. — 1997. — Вып. 1. — С. 109—114.
- Кришнаиты начали сносить свои дома в Кандинке // Агентство новостей «ТВ2». — 17 февраля 2011.
- Крупп Н. Н. Тропа ведёт вверх: лестница 2. — М.: И. В. Балабанов, 2005. — 224 с. — 500 экз. — ISBN 5-901049-38-1.
- Крылова А. С., Бехтерев С. Л., Бехтерева Л. Н. Удмуртская Республика. Модель этнологического мониторинга. — М.: Институт этнологии и антропологии имени Н. Н. Миклухо-Маклая РАН, 2000. — 144 с. — 300 экз.
- Ксенофобия, нетерпимость и дискриминация по мотивам религии или убеждений в субъектах Российской Федерации / Составитель С. А. Бурьянов. — М.: Московская Хельсинкская группа, 2007. — 240 с. — ISBN 5-98440-039-1. Архивировано 4 марта 2016 года.
- Кузьмин А. В., Маштафаров А. В., Некрасов В. М., Агеева Е. А. Владимирская область // Православная энциклопедия. — М.: Церковно-научный центр «Православная энциклопедия», 2005. — Т. IX. — С. 61—64. — 752 с. — 39 000 экз. — ISBN 5-89572-015-3.
- Кузьмин А. В., Садченков Ю. Т. Волгоградская область // Православная энциклопедия. — М.: Церковно-научный центр «Православная энциклопедия», 2005. — Т. IX. — С. 227—231. — 752 с. — 39 000 экз. — ISBN 5-89572-015-3.
- Куликов И. Метастазы оккультизма в системе образовании: аналитическое исследование. — М.: Паломник, 1999. — 94 с.
- Курачев Д. Г. Психологические особенности самообразования юношей и девушек из религиозного движения Международное общество сознания Кришны / диссертация ... кандидата психологических наук: 19.00.13. — М.: Моск. пед. государственный университет, 1997. — 200 с.
- Курачев Д. Г. Самосознание молодых приверженцев культа кришнаитов // Социологические исследования. — М.: ИС РАН, 2010. — № 9. — С. 99—107. — ISSN 0132-1625. Архивировано из оригинала 2 февраля 2014 года. (копия)
- Куркин С., Хохлов А., Бучаль И. Письмо трёх кришнаитов Бернской подготовительной встрече экспертов по правам человека с описанием преследований кришнаитов в СССР в 1981—1985 и с призывом разработать меры по осуществлению контроля за соблюдением в СССР прав человека // Материалы самиздата. — Мюнхен: Архив Самиздата, Радио Свобода, 1986. — № 17 (АС № 5680).
- Лисовский В. Т. Советское студенчество: социологические очерки. — М.: Высшая школа, 1990. — 302 с. — 32 000 экз. — ISBN 5060020975.
- Лихачёв В., Прибыловский В. Бандитствующие «патриоты» и патриотствующие бандиты // Между прошлым и будущим / Гл. ред.-составитель В. М. Оскоцкий. — М.: Пик, 1999. — С. 359—375. — 439 с. — ISBN 5-7358-0210-0.
- Лихачёв В., Прибыловский В. Русское национальное единство. История, политика, идеология. Информационный пакет. — М.: Панорама, 2001. — 354 с.
- Лункин Р. Н. Алтайский край // Атлас современной религиозной жизни России / Отв. ред. М. Бурдо, С. Филатов. — М.; СПб.: Летний сад, 2005. — Т. 1. — С. 366—408. — 621 с. — 2000 экз. — ISBN 5-94381-142-7.
- Лункин Р. Н. Общество сознания Кришны (Вайшнавы) // Современная религиозная жизнь России. Опыт систематического описания / Отв. ред.: М. Бурдо, С. Б. Филатов. — М.: Логос, 2005. — Т. III. — С. 362—373. — 464 с. — 2000 экз. — ISBN 5-98704-044-2.
- Лункин Р. Н. Красноярский край: сибирский образ социального партнёрства власти и религии // Russian Review. — Май 2010. — Вып. 45. Архивировано 8 декабря 2014 года.
- Любарский К. Советская власть против йогов // Трибуна. — Париж, 1983. — № 3. — С. 12—13.
- Малахатько У. В. Новые религиозные движения в Томске // Вестник Томского государственного университета. — 2011. — № 348. — С. 55—58. Архивировано из оригинала 30 марта 2013 года.
- Маркс против Кришны // Страна и мир  / Ред. К. Любарский. — Мюнхен, 1985. — Вып. 11. — С. 23—24.
- Матвеев В. Преданные Кришны — кто они? // Наука и религия. — 1990. — № 10. — С. 25—28.
- Меркушкина Л. Г. Общество сознания Кришны // Мордовия: энциклопедия / Гл. ред. А. И. Сухарев. — Саранск: Мордов. книжное издательство, 2004. — Т. 2. — С. 117. — 699 с. — 10 000 экз.
- Минеева И. Н. Роль религиозных организаций и сект в формировании конфессиональной ситуации в Республике Мордовия // Вестник Чувашского государственного педагогического университета им. И. Я. Яковлева. — Чебоксары, 2011. — Вып. 69, № 1—2. — С. 115—119. — ISSN 1680-1709.
- Минченко Т. Религиозная жизнь Камчатки // Религия и право. — 2003. — № 3. — С. 32—35.
- Митрохин Л. Н. Кто такие кришнаиты? // Атеизм и религия: вопросы и ответы / Составитель В. М. Кувенева. — М.: Политиздат, 1987. — С. 48—54. — 256 с. — 200 000 экз.
- Моисеев А. К. Межконфессиональные отношения в регионе: состояние, перспективы развития и пути решения проблем // Регионология. — 2011. — № 1.
- Мокшина Е. Н. Этническая ситуация в Мордовии на современном этапе. — Саранск: Издательство Мордовского университета, 1998. — 180 с. — 1000 экз. — ISBN 5-7103-0414-X.
- Мокшина Е. Н. Религиозная жизнь мордвы во второй половине XIX — начале XXI века. — 2-е изд., доп. и перераб. — Саранск: МГУ им. Н. П. Огарева, 2006. — 308 с. — 1000 экз. — ISBN 5-7493-1071-X.
- Монгуш М. В. Деятельность нетрадиционных конфессий в Туве: 1990–2010 гг // Новые исследования Тувы. — 2012. — № 1.
- Моцов А., Садошенко С. Йог с голубыми глазами, или истинное лицо проповедников Кришны // Социалистическая индустрия. — 24 января 1982. — С. 3.
- Нам И. Томская область // Этническая ситуация и конфликты в государствах СНГ и Балтии. Ежегодный доклад, 2005 / Под ред. В. Тишкова и Е. Филипповой. — М.: Институт этнологии и антропологии РАН, 2006. — С. 290—310. — 462 с. — 500 экз.
- Настольная книга атеиста / Под общ. ред. С. Д. Сказкина. — 8-е изд., испр и доп. — М.: Политиздат, 1985.
- Необдуманные слова духовных лидеров сеют в обществе семена злобы, убеждён глава российских кришнаитов // NEWSru.com. — 23 января 2006.
- Общество Сознания Кришны // Новые религиозные культы, движения и организации в России: словарь-справочник / Науч. ред. Н. А. Трофимчук, Ф. Г. Овсиенко, М. И. Одинцов. — 2-е изд., доп. и перераб.. — М.: Издательство РАГС, 1998. — С. 175—186. — 346 с. — 1000 экз. — ISBN 5-7729-0027-7.
- Ольшевский П. З. Обращение инвалида Великой Отечественной войны 1 группы, отца политзаключённого кришнаита А. П. Ольшевского в ЦК КПСС с просьбой о пересмотре дела его сына, осуждённого судом Фрунзенского района г. Ленинграда (30.10.85) за тунеядство // Материалы самиздата. — Мюнхен: Архив Самиздата, Радио Свобода, 1986. — № 17 (АС № 5675).
- Павлихина А. Н. Конфессиональная ситуация в Амурской области на современном этапе // Межконфессиональные отношения на Дальнем Востоке России на рубеже тысячелетий / Составитель А. В. Дмитренко. — Владивосток: Издательство Дальневосточного университета, 2002. — С. 18—24. — 210 с. — 200 экз.
- Паламарчук О. Е. Некоторые аспекты истории развития Общества сознания Кришны в Нижнем Новгороде // Проблемы истории и творческое наследие профессора Н. П. Соколова. — Н. Новгород: Издательство Нижегородского университета, 1998. — С. 172—173. — 253 с. — 300 экз. — ISBN 5-85746-218-5.
- Первое паломничество. Советские кришнаиты в Индии // Новое время. — 1989. — № 19. — С. 39.
- Петров В. Н. Шрила Прабхупада — это пророк Верховного Господа Кришны // Азия и Африка сегодня. — 1993. — № 8. — С. 58—60.
- План допроса членов секты кришнаитов // Материалы самиздата. — Мюнхен: Архив Самиздата, Радио Свобода, 1986. — № 17 (АС № 5673).
- Плешаков Ю. «Чтобы не было ни одного голодного» // Азия и Африка сегодня. — 1996. — № 12 (473). — С. 66—67.
- Плешаков Ю. Индийская религия милости в России // Индекс/Досье на цензуру. — 2000. — № 11.
- Подборка сообщений о преследованиях кришнаитов в Киеве, Виннице, Ереване: дело К. В. Саакяна, О. В. Саакяна, С. Г. Карапетяна, А. Л. Саркисяна // Материалы самиздата. — Мюнхен: Архив Самиздата, Радио Свобода, 1986. — № 17 (АС № 5678).
- Попова, Анна. На поле дхармы // Lenta.ru. — 21 декабря 2011.
- Прабхупада Ш., Леннон Дж., Котовский Г. Г. Два диалога [об учении Кришны]: Ш. Прабхупада беседует с Дж. Ленноном (1969 г.) и Г. Котовским (1971 г.) // Азия и Африка сегодня. — 1993. — № 8. — С. 61—66.
- Президент Индии поздравила российских вайшнавов с 40-летием // NEWSru.com. — 30 ноября 2011.
- Пресс-секретарь Центра обществ сознания Кришны в РФ призвал участников круглого стола по межнациональному и межрелигиозному согласию к «активному богословскому диалогу» // Портал-Credo.Ru. — 10 июня 2005.
- Прожико Г. С. Проблемы современной советской кинодокументалистики. — М.: Всес. гос. институт кинематографии им. С. А. Герасимова, 1988. — 77 с. — 1000 экз.
- Прозоров Б. Л. Идеологическая диверсия против советской молодёжи: Расчёты и просчёты буржуазных советологов. — Л.: Лениздат, 1986. — 218 с. — 50 000 экз.
- Пудов B. C. Кришнаиты-вайшнавы в СССР // На пути к свободе совести / Ред. Т. Б. Рябикова. — М.: Прогресс, 1989. — С. 466—477. — 49 000 экз. — ISBN 5010027283.
- Рассказ о преследовании кришнаитов в Армянской ССР, март 1985 — март 1986 // Материалы самиздата. — Мюнхен: Архив Самиздата, Радио Свобода, 1986. — № 17 (АС № 5679).
- Россия-2000: Хроника и аналитика / Под. ред. А. И. Подберёзкина. — М.: ВОПД «Духовное наследие», 2000. — Т. 1. — 1143 с. — ISBN 5860141246.
- Саввин А. В., Агеева Е. А. Астраханская область // Православная энциклопедия. — М.: Церковно-научный центр «Православная энциклопедия», 2001. — Т. III. — С. 643—645. — 752 с. — 40 000 экз. — ISBN 5-89572-008-0.
- Савинова М. А. Новые религиозные организации на территории Бурятии. — Улан-Удэ: Издательство Бурятского университета, 1999. — 166 с.
- Салганик, Мариэм. Карма-кола, или охота на носорогов // Огонёк. — 1988. — № 9. — С. 20—21.
- Санака Кумар Дас. Рост интереса к индийской культуре в российском обществе // Россия и Индия на пороге третьего тысячелетия: материалы научной конференции / Отв. ред. А. А. Куценков, Ф. Н. Юрлов. — М.: Институт востоковедения РАН, 1998. — С. 118—119. — 133 с. — 200 экз. — ISBN 5892820882.
- Светицкий К. Харе Кришна в Советской России // Новое русское слово. — 19 января 1990. — С. 15.
- Седловская А. Н., Семашко И. М. Московское «Общество Сознания Кришны» // Москва. Народы и религии / Отв. ред.-составитель Б. Р. Логашова. — М.: Институт этнологии и антропологии РАН, 1997. — 255 с. — 300 экз. — ISBN 5-201-13763-6.
- Селезнёва И. А. Национально-культурные и религиозные организации Западной Сибири. — Омск: Издательство ФГУ ВПО ОмГАУ, 2007. — 140 с. — 100 экз. (недоступная ссылка)
- Сидаков Ю. «Восточные проблемы» в России и СНГ // Азия и Африка сегодня. — 2004. — № 11. — С. 34—40.
- Советские кришнаиты в лагерях и тюрьмах // Русская мысль. — 22 мая 1987. — № 3674. — С. 7.
- Соколов А. «Правдивая дезинформация» // Даугава. — 1988. — № 7. — С. 99.
- Сообщение о преследовании кришнаитов в Киеве, Сухуми, Чернигове, Ереване и Вильнюсе в июне-сентябре 1985 // Материалы самиздата. — Мюнхен: Архив Самиздата, Радио Свобода, 1986. — № 17 (АС № 5674).
- Сообщение о кришнаитах: в Киеве суд над Ольгой Сущевской 29.1.86, помещение Константина Стрельцова в ПБ; в Виннице предъявление обвинения Евгению Любинскому и Наталье Носацовой // Материалы самиздата. — Мюнхен: Архив Самиздата, Радио Свобода, 1986. — № 17 (АС № 5677).
- Список политзаключённых СССР  / Ред. К. Любарский. — Мюнхен: Страна и мир, 1984. — Вып. 6.
- Список политзаключённых СССР  / Ред. К. Любарский. — Мюнхен: Страна и мир, 1985. — Вып. 7.
- Список политзаключённых СССР  / Ред. К. Любарский. — Мюнхен: Страна и мир, 1987. — Вып. 9.
- Стеняев О. В. Кришнаиты: кто они? // Православие и религии Востока. — М.: Лепта-Пресс, 2005. — С. 513—611. — ISBN 5981940409.
- Судебные приставы ликвидировали незаконное поселение кришнаитов у деревни Кандинки под Томском // NEWSru.com. — 11 апреля 2011.
- Сульженко М. В., Фомина К. М. Распускающийся бутон радости: Международное общество сознания Кришны // Полевые исследования студентов РГГУ. — М.: РГГУ, 2007. — С. 247—258. — 200 экз.
- Тимошин Л. Этот «странный мир Харе Кришна» // Наука и религия. — 1983. — № 1—2. — С. 52—57 (№ 1); 59—63 (№ 2).
- Тимощук А. С. Ведийская культура: сущность и метаморфозы. — Владимир: Владимирский юридический институт Минюста России, 2002. — 148 с. — ISBN 5-93035-050-7. Архивировано 3 февраля 2013 года.
- Тимощук А. С. Социально-мифологические установки в познании новых религий // Бренное и вечное: социально-мифологические и политософские измерения идеологии в «массовых обществах»: Материалы Всерос. науч. конф. 9-10 октября 2007 г / Редкол.: А. П. Донченко, Г. Э. Бурбулис, А. Г. Некита, С. А. Маленко. — Великий Новгород: НовГУ им. Ярослава Мудрого, 2007. — С. 322—326. — 364 с. — ISBN 5898963383.
- Тимощук А. С. Миссионерская, социальная и экономическая активность Общества сознания Кришны в России на рубеже XX—XXI вв. // Религии России: проблемы социального служения / Под общ. ред. Д. В. Мухетдинова. — Н. Новгород: Медина, 2011. — С. 598—601. — 622 с. — ISBN 978 -5-9756-0080-6.
- Ткачёва А. Восточный мистицизм в советском обществе // Общественные науки. — 1990. — № 3. — С. 174—183.
- Ткачёва А. Кришна Харе! // Азия и Африка сегодня. — 1993. — № 8. — С. 56—57.
- Ткачёва А. А. Восток в России: ученики и самосвятцы // Религия и государство в современной России / Под ред. М. Б. Олкотт, А. Малашенко. — М.: Центр Карнеги, 1997. — С. 96—112.
- Трунов, Василий. Люди Кришны // Вечерний Челябинск. — 19 марта 2009. — № 49 (11182). Архивировано 16 августа 2014 года.
- Филатов С. Б., Воронцова Л. М., Лункин Р. Н., Коскелло А. С. Пермский край // Атлас современной религиозной жизни России / Отв. ред. М. Бурдо, С. Филатов. — М.; СПб.: Летний сад, 2005. — Т. 1. — С. 477—535. — 621 с. — 2000 экз. — ISBN 5-94381-142-7.
- Филатов С. Б., Лункин Р. Н. Краснодарский край // Атлас современной религиозной жизни России / Отв. ред. М. Бурдо, С. Филатов. — М.; СПб.: Летний сад, 2005. — Т. 1. — С. 409—442. — 621 с. — 2000 экз. — ISBN 5-94381-142-7.
- Филатов С. Б., Лункин Р. Н. Ростовская область // Атлас современной религиозной жизни России / Отв. ред. М. Бурдо, С. Филатов. — М.; СПб.: Летний сад, 2008. — Т. 3. — С. 188—218. — 863 с. — 2000 экз. — ISBN 978-5-98856-049-4.
- Филимонов А. Чем не угодила «Бхагавад-гита как она есть» прокуратуре? // Агентство новостей «ТВ2». — 24 марта 2012.
- Хомушку О. М. Религиозная ситуация в национальных регионах России: Республика Тыва // Диа-Логос. — М., 2001. — С. 250—264.
- Цвигун С. К. О происках империалистических разведок // Коммунист. — 1981. — № 14.
- Чернецов Е. В. Сегодняшние заботы // Наука и религия. — 1990. — № 10. — С. 30—31.
- Черняк Е. Б. Невидимые империи: тайные общества старого и нового времени на Западе. — М.: Мысль, 1987. — 271 с. — 50 000 экз.
- Шнирельман В. А. Неоязычество и национализм (восточноевропейский ареал). — М.: Институт этнологии и антропологии им. Н. Н. Миклухо-Маклая РАН, 1998. — 32 с. — (Исследования по прикладной и неотложной этнологии). — 150 экз. — ISBN 5201008070. Архивировано 26 апреля 2012 года.
- Шнирельман В. А. Назад к язычеству? Триумфальное шествие неоязычества по просторам Евразии // Неоязычество на просторах Евразии / Под ред. В. А. Шнирельмана. — М.: Библейско-богословский институт святого апостола Андрея, 2001. — С. 130—169. — 178 с. — ISBN 5-89647-050-9.
- Шохин В. К., Балагушкин Е. Г. Межрелигиозный диалог и межрелигиозные отношения в российском социокультурном пространстве // Россия в диалоге культур / Отв. ред. А. А. Гусейнов, А. В. Смирнов, Б. О. Николаичев. — М.: Наука, 2010. — С. 405—431. — 432 с. — 800 экз. — ISBN 978-5-02-037096-8.
- Штурман Д. О цели и средствах // Голос зарубежья. — 1986. — № 40. — С. 10—24.
- Экономическая энциклопедия регионов России. Свердловская область / Гл. ред. Татаркин А. И.. — М.: Издательство «Экономика», 2003. — Т. 1. — 558 с. — 10 000 экз. — ISBN 5-282-02212-5.
- Яковлев В. Вайшнав-физик Вишвамитра Дас вспоминает о жизни советских кришнаитов при Брежневе, Андропове и Горбачёве // Портал-Credo.Ru. — 2006.
- Яковлева Ю. А. Поведенческие модели Российских носителей нетрадиционной религиозности // Современная наука. — 2012. — № 2. — ISSN 2079-4401.
- Якунин В. Н. Религиозные организации г. Тольятти. Справочник. — Тольятти: Современник, 1999. — 208 с.
- 58/10. Надзорные производства Прокуратуры СССР по делам об антисоветской агитации и пропаганде. Март 1953—1991 гг. Аннотированный каталог / Ред. коллегия: В. А. Козлов, С. В. Мироненко, О. В. Эдельман, Э. Ю. Завадская, Э. Ю Завадская, О. В. Лавинская. — М.: Международный фонд «Демократия», 1999. — 940 с. — (Россия. XX век. Документы). — 1500 экз. — ISBN 5-85646-041-3.

### На английском
- Anderson J. The Hare Krishna Movement in the USSR // Religion in Communist Lands. — 1986. — Vol. 14 (3). — P. 316—17.
- Anderson J.; Tapay A. Religion and the Soviet State: A Report on Religious Repression in the U.S.S.R. on the Occasion of the Christian Millennium. — Washington, D.C.: Puebla Institute, 1988. — 67 p. — ISBN 0-945102-03-8.
- Anderson J. Religion, State and Politics in the Soviet Union and Successor States. — Cambridge: Cambridge University Press, 1994. — xi, 236 p. — ISBN 0521467845.
- Antic O. The Spread of Modern Cults in the USSR // Religious Policy in the Soviet Union / Edited by Sabrina P. Ramet. — Cambridge: Cambridge University Press, 1992. — P. 252—270. — xix, 361 p. — ISBN 0-521-41643-4.
- Atkinson M. Report on the situation of the Church and freedom of religion in Eastern Europe. — Strasbourg: Parliamentary Assembly of the Council of Europe, 1988. — 75 p. — ISBN 9287116652. Архивировано 16 октября 2009 года.
- Barker E. New Religious Movements: A Practical Introduction. — London: HMSO, 1992. — xii, 234 p. — ISBN 0113409273.
- Berman H. J. Religious Rights in Russia at a Time of Tumultuous Transition: A Historical Theory // Religious Human Rights in Global Perspective: Legal Perspectives, Volume 2 / Edited by J. D. Van Der Vyver, John Witte. — The Hague; London: Martinus Nijhoff Publishers, 1996. — P. 285—304. — 670 p. — ISBN 9041101772.
- Chronology // A Chronicle of Human Rights in the USSR. — 1983. — Vol. 48. — P. 34.
- Cole R. J. Forty Years of Chanting: A Study of the Hare Krishna Movement from its Foundation to the Present Day // The Hare Krishna Movement: Forty Years of Chant and Change / Edited by Graham Dwyer, Richard J. Cole. — London: I.B. Tauris, 2007. — P. 26—53. — x, 283 p. — ISBN 1845114078.
- Corley F. Russia: Police raid and charge «people in strange clothes» // Forum 18 News Service. — May 29, 2012.
- Country Reports on Human Rights Practices. — Washington, D.C.: United States. Dept. of State, 1987. — 1326 p.
- Dear Mr. Gorbachev, Let Our Friends Go! (недоступная ссылка — история) // Back to Godhead. — November 1987. — Vol. 22, № 11. — P. 34—35.
- Deryagina E. J. The Russian Krishnaism: Problem of «Conventionality» in the Modern Culture = Российский кришнаизм: проблема «традиционности» в современной культуре // Journal of Siberian Federal University. Humanities and Social Sciences. February. — Krasnoyarsk: Siberian Federal University, 2010. — Т. 3, № 1. — С. 69—79.
- Eaton W. J. Moscow Police Break Up Hare Krishna Gathering // Los Angeles Times. — August 30, 1987.
- Fiance's freedom sought (недоступная ссылка — история) // Huston Chronicle. — August 18, 1985.
- Fisher M. P. Living Religions: An Encyclopedia of the World's Faiths. — London: I.B. Tauris, 1997. — 464 p. — ISBN 1860641482.
- Fitzpatrick C. A. Soviet Abuse of Psychiatry for Political Purposes. — New York: U.S. Helsinki Watch Committee, 1988. — 42 p.
- For the record: president’s remiannual report on Helsinki Accords // The Ukrainian Weekly. — March 9, 1986. — Vol. LIV (10). — P. 7,15. Архивировано 29 сентября 2013 года.
- From Hare Krishnas to Yupic Eskimos, a Parade of Protesters (англ.) // The New York Times. — December 13, 1987.
- Hare Krishna Devotee Dies in Labor Camp // The Samizdat Bulletin. — 1988. — № 177. — P. 17.
- Hare Krishna Followers Put on Trial in Ukraine // Smoloskyp. — 1986. — Vol. 7 (30). — P. 8.
- Hare Krishna in Soviet Union // Voice of Solidarity. — 1986. — P. 21.
- The Hare Krishna Movement in the USSR // Glasnost: Information Bulletin. — 1987. — Vol. 7. — P. 63—69.
- Hendon, David W.; Hines, Jason. Notes on Church-State Affairs // Journal of Church and State. — 2012. — Vol. 54 (4). — P. 1—18.
- Implementation of the Final act of the Conference on Security and Cooperation in Europe: Findings Eleven Years After Helsinki: Report Submitted to the Congress of the United States by the Commission on Cooperation and Security in Europe. — Washington, D.C.: U.S. Government Printing Office, 1987. — 272 p.
- Jaźwiński P. Introduction to the Legal Situation of the International Society for Krishna Consciousness (ISKCON) in the Countries of Central-East Europe // Church-state Relations in Central and Eastern Europe / Irena Borowik. — Kraków: NOMOS, 1999. — P. 284—304. — 456 p. — ISBN 83-85527-88-5.
- KGB vs. Krishna (недоступная ссылка — история) // United Press International. — October 11, 1981.
- Kotin, I. Y.; Krindatch A. D. Russia: Religious revival in a multi-cultural landscape // The Changing Religious Landscape of Europe / Hans Knippenberg. — Amsterdam: Het Spinhuis, 2005. — P. 145—173. — 218 p. — ISBN 9055892483.
- Knox Z. K. Russian Society and the Orthodox Church: Religion in Russia After Communism. — London: Routledge, 2005. — 257 p. — ISBN 0415320534.
- Krishna Consciousness in Moscow // The Samizdat Bulletin. — 1988. — № 177. — P. 16.
- Lall R. R. White, Slav and a steadfast Hindu // The Times of India. — December 30, 2005.
- La repressione psichiatrica nell’URSS di Gorbaciov // Radio Radicale. — 23 ottobre 1987.
- Levine F. The Strange World of the Hare Krishnas. — Greenwich, CT: Fawcett, 1974. — 189 p.
- List of Political Prisoners in the USSR / Kronid Lyubarsky. — München: Das Land und die Welt, 1987. — Vol. 9.
- List of Political Prisoners in the USSR / Kronid Lyubarsky. — München: Das Land und die Welt, 1988. — Vol. 10. — 114 p.
- Melton J. G. The Attitude of Americans toward Hinduism from 1883 to 1983 with Special Reference to the International Society for Krishna Consciousness // Krishna Consciousness in the West / Edited by David G. Bromley and Larry D. Shinn. — Lewisburg, PA: Bucknell University Press, 1989. — P. 79—101. — 295 p. — ISBN 0-8387-5144-X.
- Misiunas R., Taagepera R. The Baltic States: Years of Dependence, 1940—1990. — Los Angeles: University of California Press, 1993. — 400 p. — ISBN 0520082273.
- Goswami M., Dasa D. Who Are Not Free: A hard look at the Soviet commitment to human rights (недоступная ссылка — история) // Back to Godhead. — November 1987. — Vol. 22, № 11. — P. 14—17.
- Muster N. J. Betrayal of the Spirit: My Life Behind the Headlines of the Hare Krishna Movement. — 2nd ed. — Urbana, IL: University of Illinois Press, 2001. — xx, 216 p. — ISBN 978-0-252-06566-8.
- Nandi A. K. KGB's fear of Krishna-nam // Organiser. — 1983. — Vol. 35. — P. 19.
- News Briefs: Persecution of Hare Krishnas Continues // Glasnost: Information Bulletin. — 1987. — Vol. 7. — P. 73.
- The Persecution Continues (недоступная ссылка — история) // Back to Godhead. — July 1988. — Vol. 23, № 7. — P. 22.
- Persecution of Krishna Followers // USSR News Brief. — 1986. — № 23—24.
- Persecution of Krishna Worshippers // The Samizdat Bulletin. — 1988. — № 177. — P. 14—15.
- Peterson C. P. Wielding the Human Rights Weapon: The United States, Soviet Union, and Private Citizens, 1975-1989. — Columbus, OH: Ohio State University, 2009. — 592 p.
- Ramet S. P. Religious policy in the era of Gorbachev // Religious Policy in the Soviet Union / Edited by Sabrina P. Ramet. — Cambridge: Cambridge University Press, 1992. — P. 31—52. — xix, 361 p. — ISBN 0-521-41643-4.
- Ramet S. P. Social Currents in Eastern Europe: The Sources and Meaning of the Great Transformation. — 2nd ed. — Durham, NC: Duke University Press, 1995. — xiii, 598 p. — ISBN 0822315483.
- Religious Persecution in the Soviet Union: Hearing Before the Subcommittees on Europe and the Middle East and on Human Rights and International Organizations of the Committee on Foreign Affairs, House of Representatives, Ninety-ninth Congress, First Session, Part 2. — Washington: U.S. Governmemt Printing Office, 1986. — iii, 188 p. Архивировано 8 апреля 2013 года.
- Religious Prisoners in the USSR: A Study. — Keston, Kent, UK: Greenfire Books, Keston College, 1987. — 160 p. — ISBN 0947697772.
- Repression of Hare Krishna followers in Ukraine // The Ukrainian Review. — 1988. — Vol. 36 (1). — P. 80—81.
- Rosenthal A. M. The Inspector of Jails (англ.) // The New York Times. — January 19, 1988.
- Rosen S. J. Holy Cow: The Hare Krishna Contribution to Vegetarianism and Animal Rights. — New York: Lantern Books, 2004. — xviii, 222 p. — ISBN 1-59056-066-3.
- Gosvāmī S. D. Śrīla Prabhupāda-līlāmṛta, Vol. 4. In Every Town and Village: Around the World 1968—1971. — Los Angeles: Bhaktivedanta Book Trust, 1982. — xxiv, 343 с. — 10 000 экз. — ISBN 0892131152.
- Schmemann S. Soviet Says Hare Krishna Cloaks Hide C.I.A. Daggers (англ.) // The New York Times. — July 31, 1983.
- Shabad T. Hare Krishna Chant Unsettles Soviet (англ.) // The New York Times. — March 15, 1982.
- Shterin M. S., Richardson J. T. Effects of the Western anti-cult movement on development of laws concerning religion in post-Communist Russia // Journal of Church and State. — 2000. — Vol. 42 (2). — P. 247.
- Simon S. Krishnas Find Fertile Ground In Russia // Chicago Tribune. — March 8, 1992.
- Soviet Citizen Joins Swedish Fiancee in Hunger Strike // Radio Liberty Research Bulletin. — August 19, 1985. — P. 5.
- Specter M. Grozny Journal: Krishnas Cast Bread on Roiling Waters in Russia (англ.) // The New York Times. — December 12, 1995.
- Silhouette: Bitter salt // The Statesman. — March 26, 2007. Архивировано из оригинала 22 мая 2015 года.
- Soviet Devotees Not Free Yet (недоступная ссылка — история) // Back to Godhead. — September 1988. — Vol. 23, № 9. — P. 17—18.
- Swedish Woman Camps Outside Soviet Embassy // Associated Press. — August 17, 1985.
- Timofeyev B. Under the Protection of 'Magnetism' // The Current Digest of the Soviet Press. — 1984. — Vol. 36 (9). — P. 25.
- Valentin Yaroshchuk // The Samizdat Bulletin. — 1988. — № 177. — P. 16—17.
- Woman protests // Associated Press. — August 18, 1985.
- A Would-Be Bride Files Soviet Protest // Los Angeles Times. — August 18, 1985.
- Zarovskiy V. Reasons for Spread of Krishna Sect in Baltic Explored // JPRS Report: Soviet Union. Political Affairs. — 1988. — P. 41—42.